# 札幌市消防局
札幌市消防局（日语：／ Sapporo shi shōbōkyoku */?）是日本北海道札幌市的消防机关，其辖区为札幌市全域。
截至2022年4月，札幌市消防局下辖10个消防署、41个消防出张所，共有218台各型消防车辆和1架消防直升机。

## 沿革
1872年（明治5年），开拓使判官岩村通俊为了清除草棚建筑、推动札幌建设，引发了史称“御用火事”的大火。为防止这场大火的蔓延，岩村通俊设立了消防组织“中川组”。
1873年，札幌区立自卫消防组成立。1894年，按照消防组规则改组为公设札幌消防组。1921年（大正10年），组内首次设置具有专职消防性质的特科部。1939年（昭和14年），警防团令发布，札幌消防组与1935年成立的札幌市防护团合编为札幌市警防团。1944年，札幌市警防团本部改组为北海道庁札幌消防署。1947年，消防团令发布，札幌市警防团改组为札幌市消防团。1948年，消防组织法实施，札幌消防署移交札幌市管理，并成立札幌市消防本部。1961年，札幌市消防本部改称札幌市消防局。

## 组织机构
札幌市消防局内设有以下部、课：
- 总务部
  - 总务课
  - 职员课
  - 设施管理课
- 预防部
  - 预防课
  - 指导课
- 警防部
  - 消防救助课
  - 救急课
  - 指令一课
  - 指令二课
  - 指令三课

札幌市消防局设有札幌市消防学校，由总务部管理，下设教务课；各消防署下设预防、警防两课。

## 救援力量

### 消防署、消防出张所
札幌市消防局共有10个消防署、41个消防出张所。
- 中央消防署
  - 桑园出张所
  - 宮之森出张所
  - 丰水出张所
  - 幌西出张所
  - 山鼻出张所
- 北消防署
  - 爱之里出张所
  - 篠路出张所
  - 屯田出张所
  - 新琴似出张所
  - 新光出张所
  - 新川出张所
  - 幌北出张所
- 东消防署
  - 丘珠出张所
  - 荣出张所
  - 北荣出张所
  - 札苗出张所
  - 苗穗出张所
- 白石消防署
  - 元町出张所
  - 菊水出张所
  - 北郷出张所
  - 东白石出张所
- 厚別消防署
  - 厚別西出张所
  - 红叶台出张所
- 丰平消防署
  - 美园出张所
  - 平岸出张所
  - 西冈出张所
  - 东月寒出张所
- 清田消防署
  - 北野出张所
  - 里塚出张所
- 南消防署
  - 澄川出张所
  - 川沿出张所
  - 定山溪出张所
  - 石山出张所
  - 藤野出张所
- 西消防署
  - 八轩出张所
  - 西野出张所
  - 平和出张所
- 手稻消防署
  - 曙出张所
  - 稻穗出张所
  - 前田出张所
  - 西宮之泽出张所

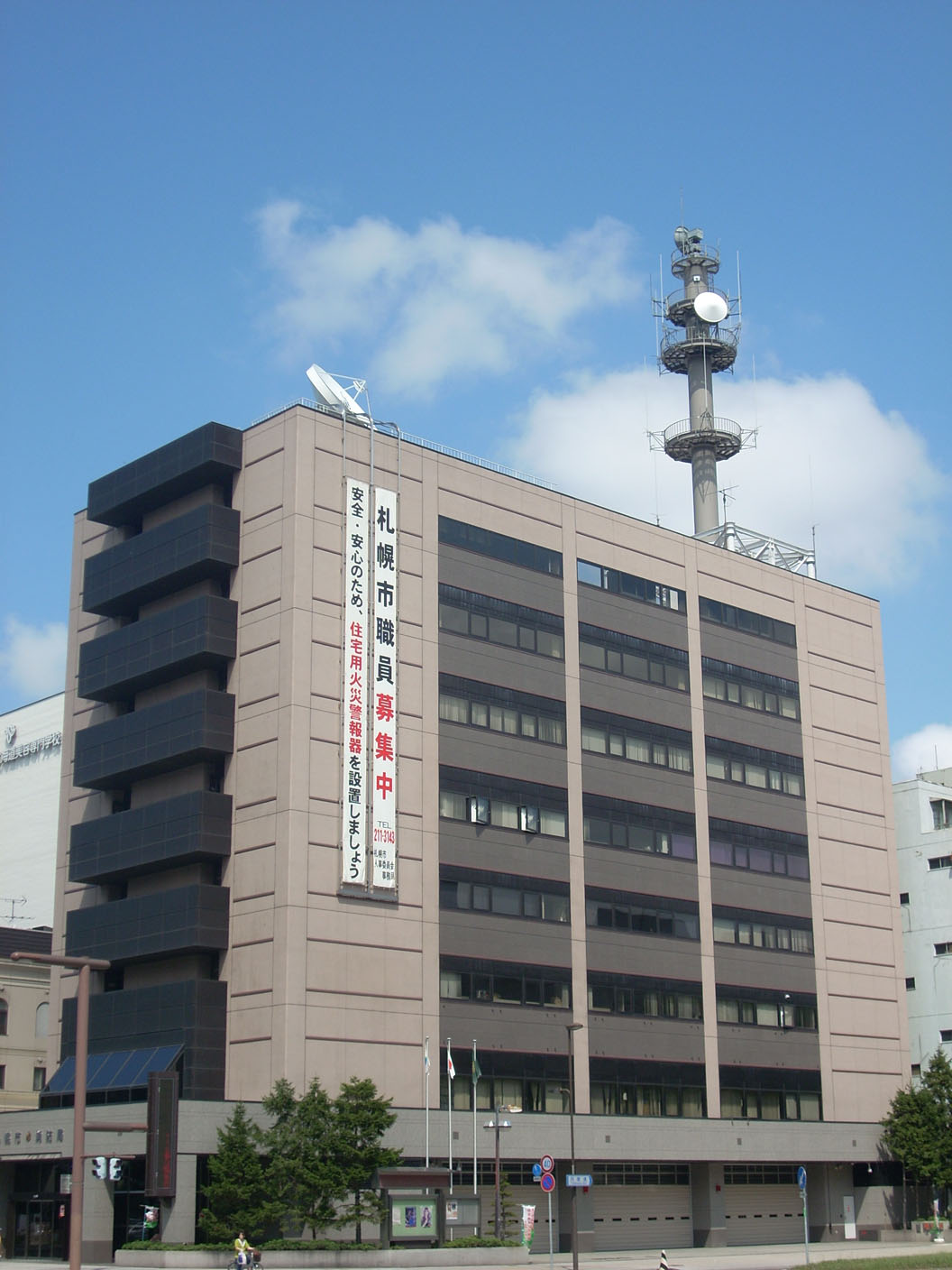
中央消防署（与札幌市消防局拼设，2009年8月）
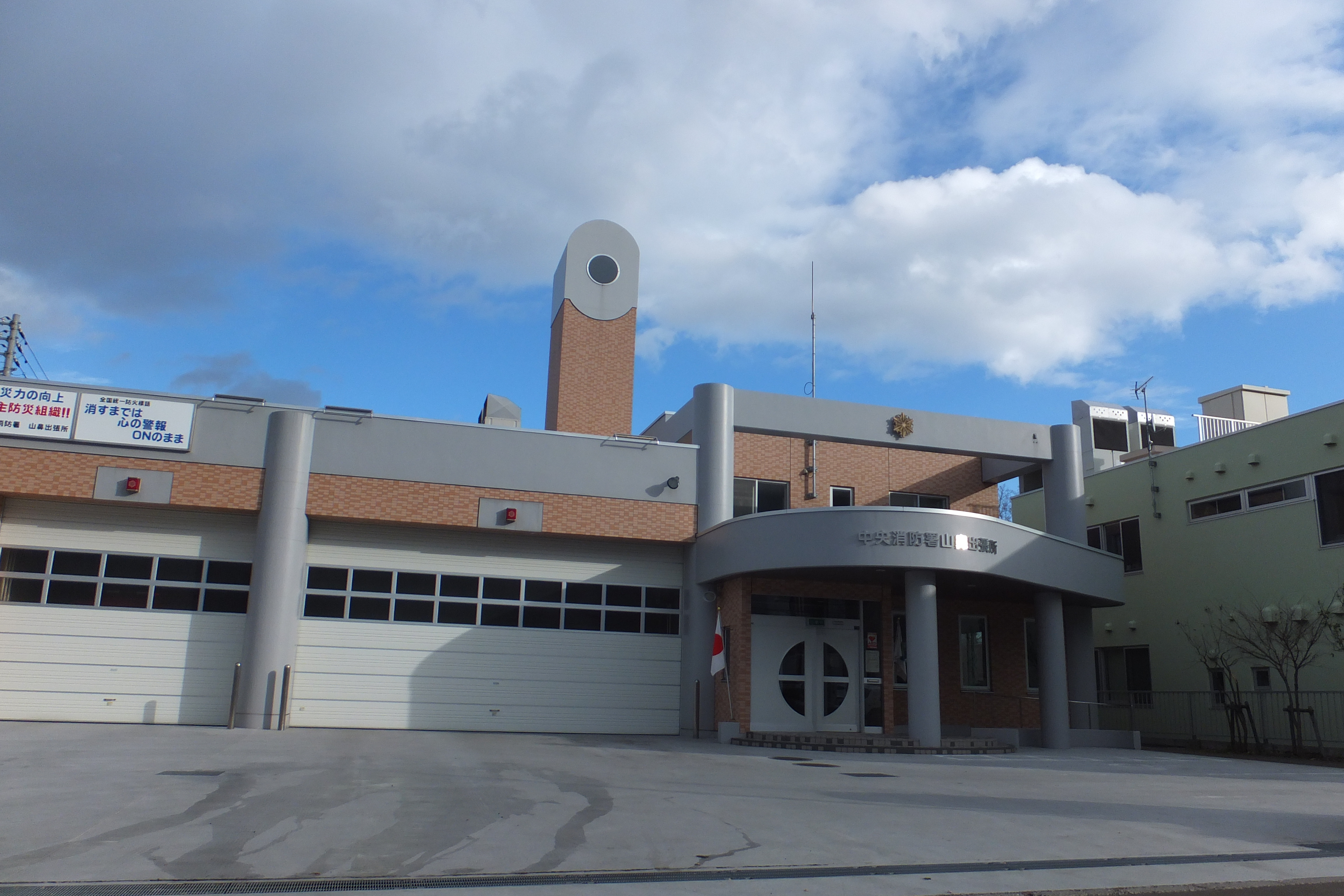
山鼻出张所（2013年11月）
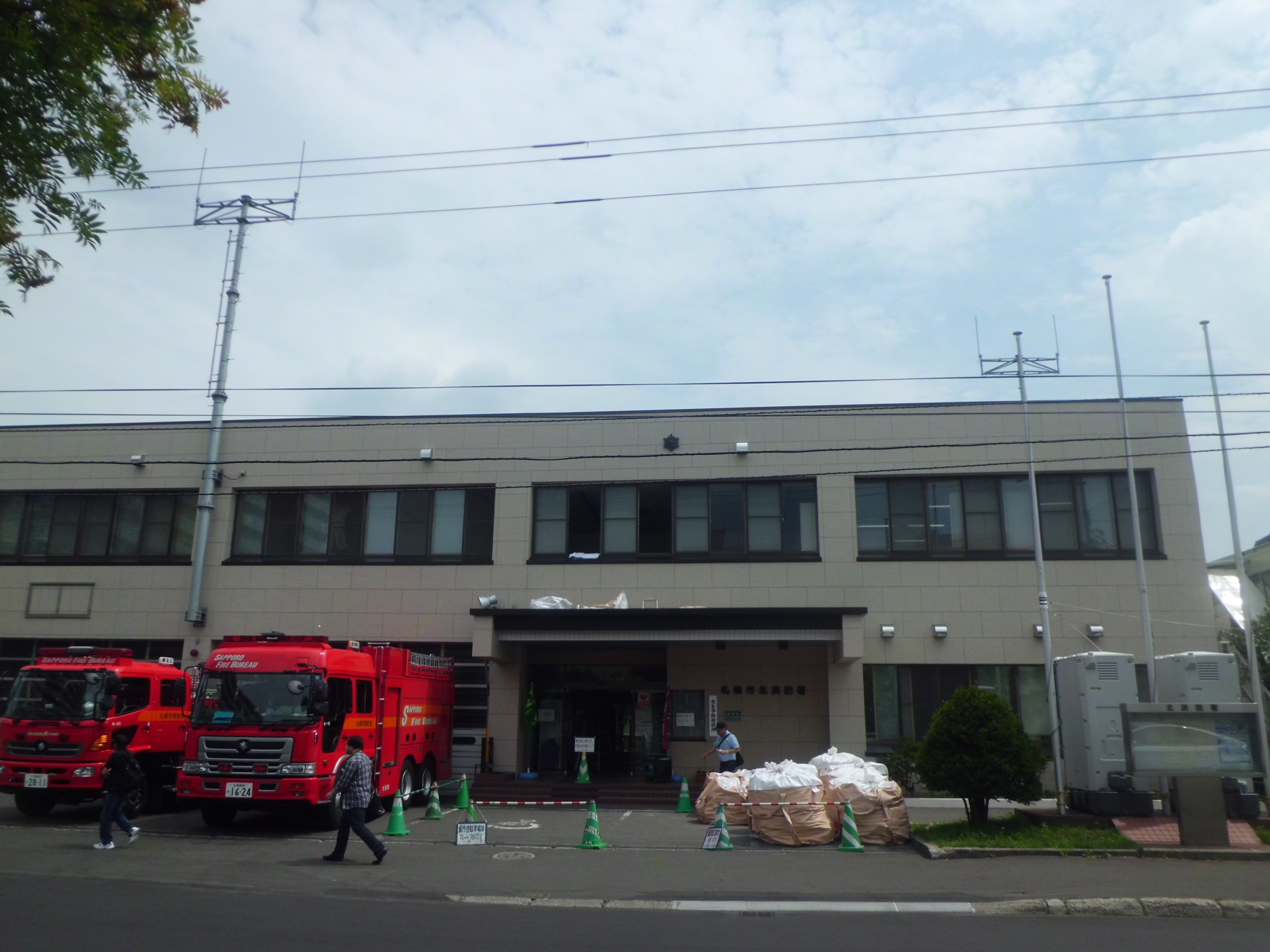
北消防署（2015年8月）
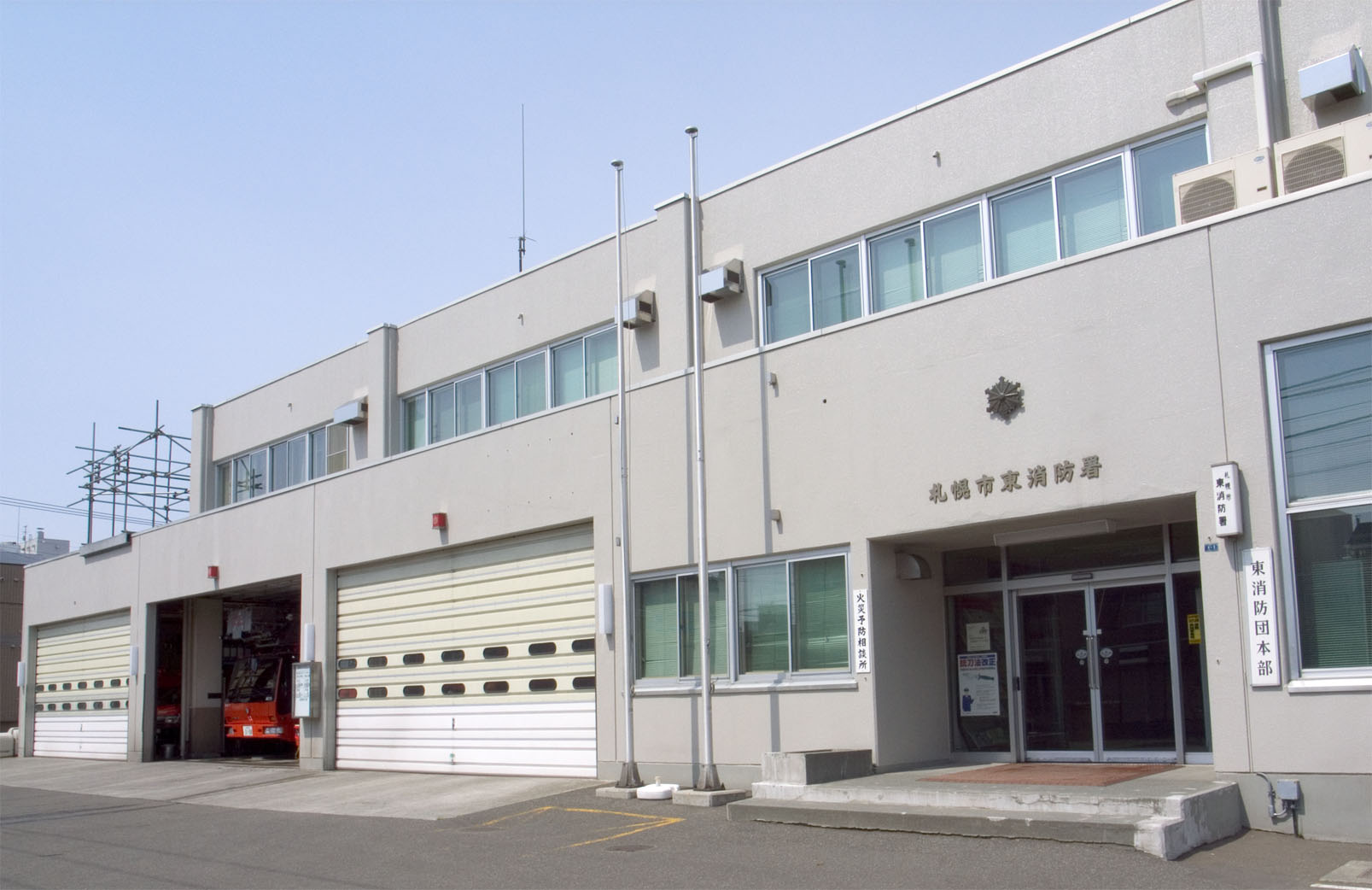
东消防署（2009年4月）
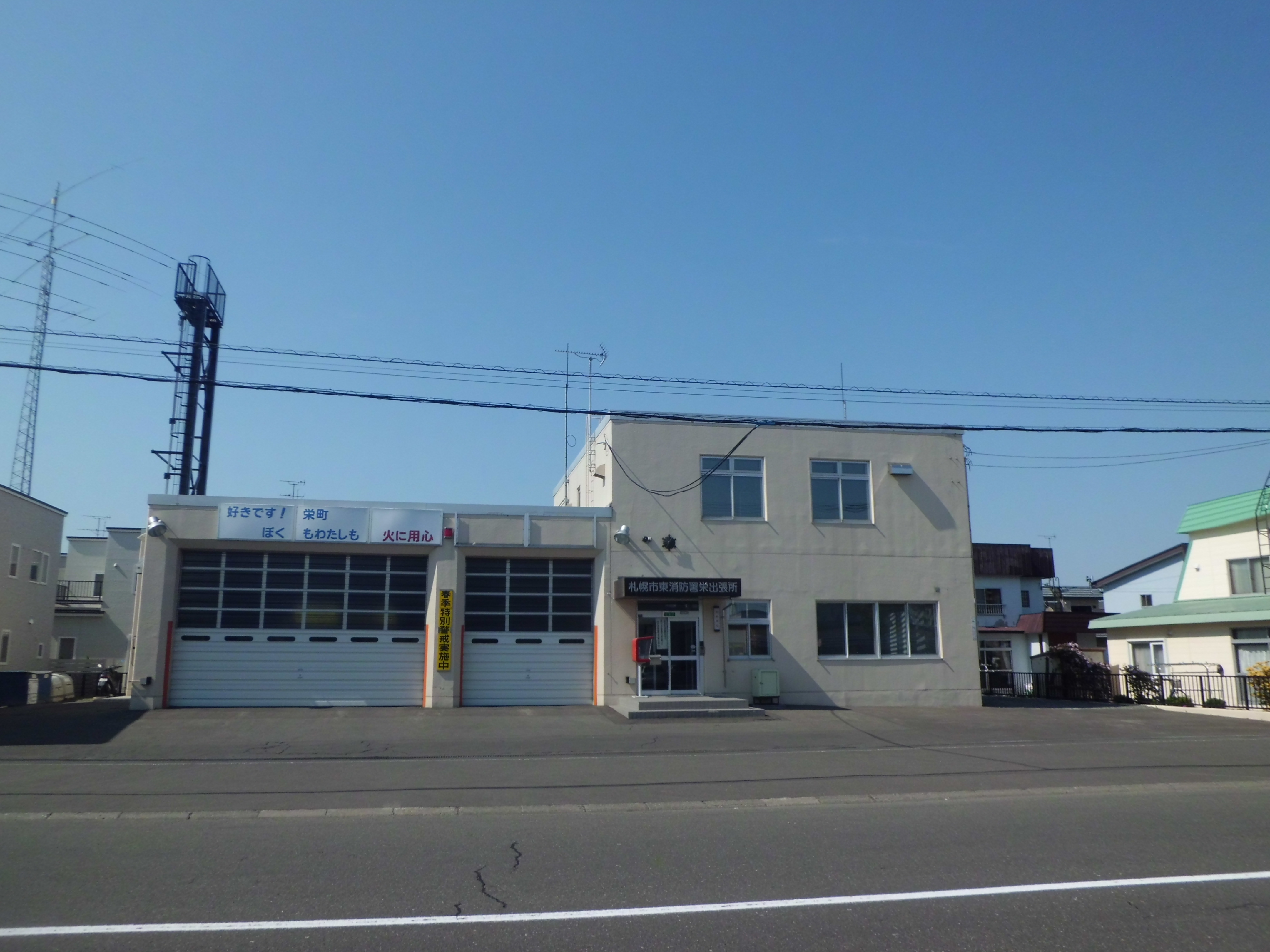
荣出张所（2015年5月）
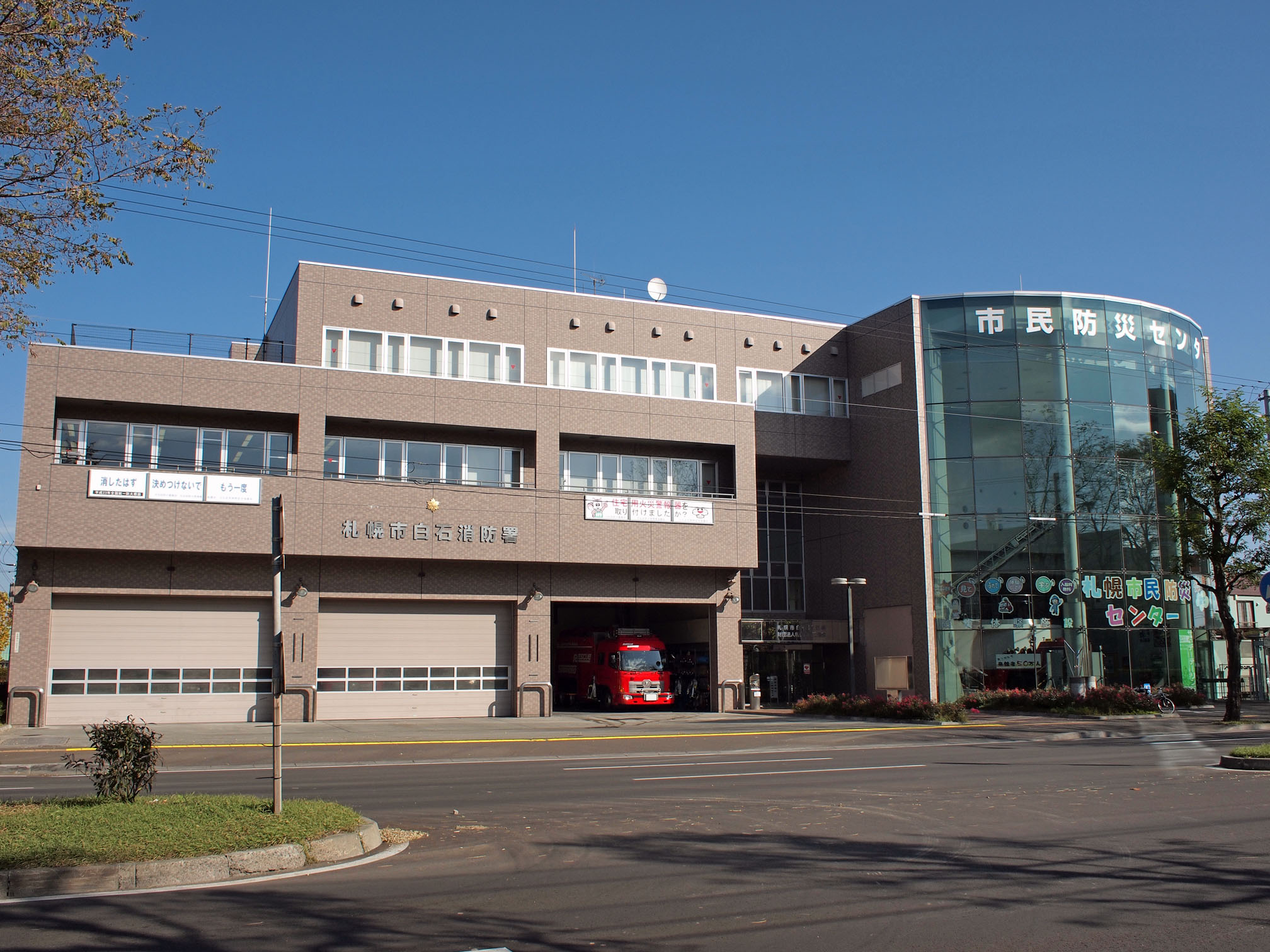
白石消防署（市民防灾中心）（2011年11月）
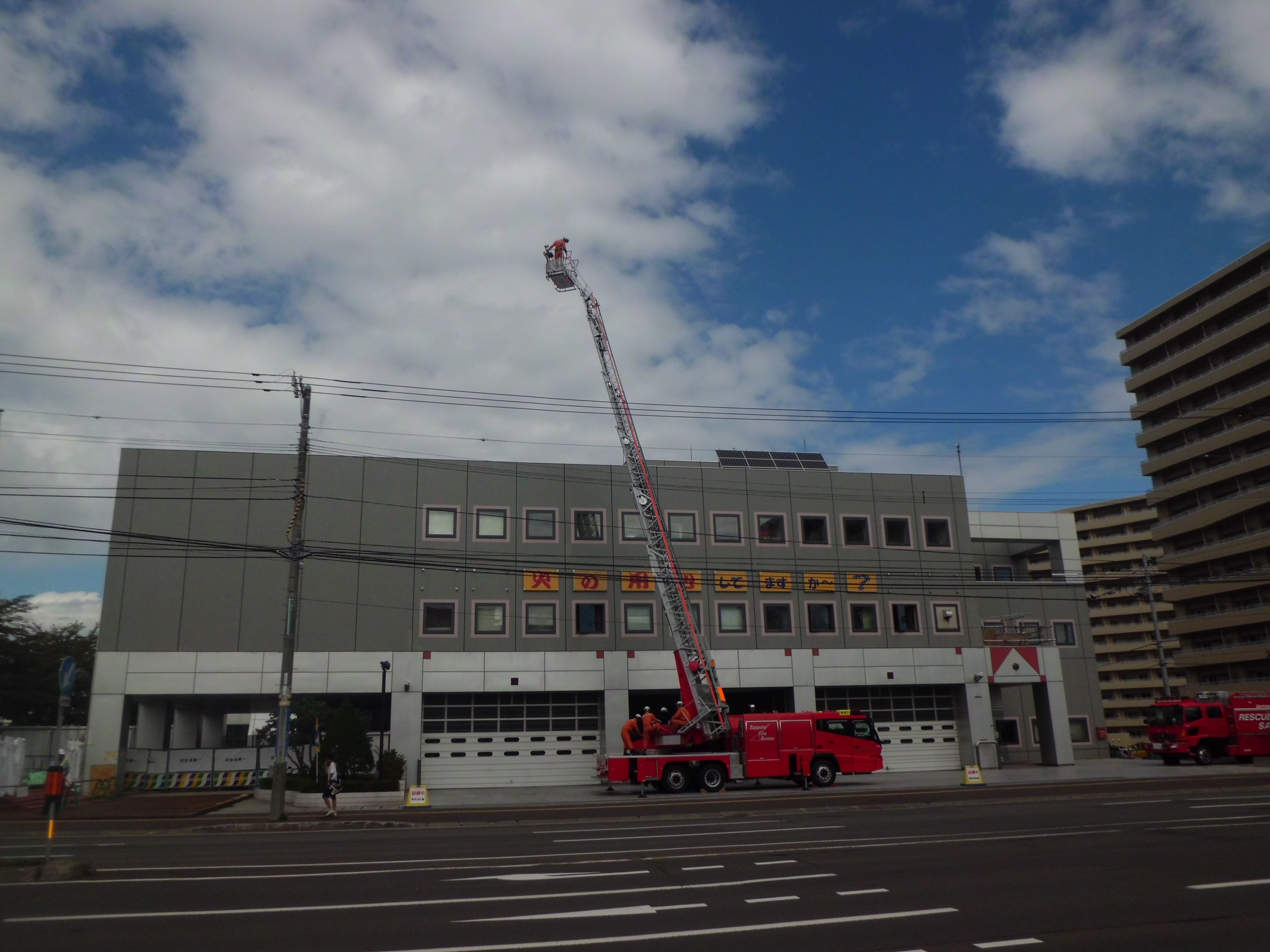
厚別消防署（2014年9月）
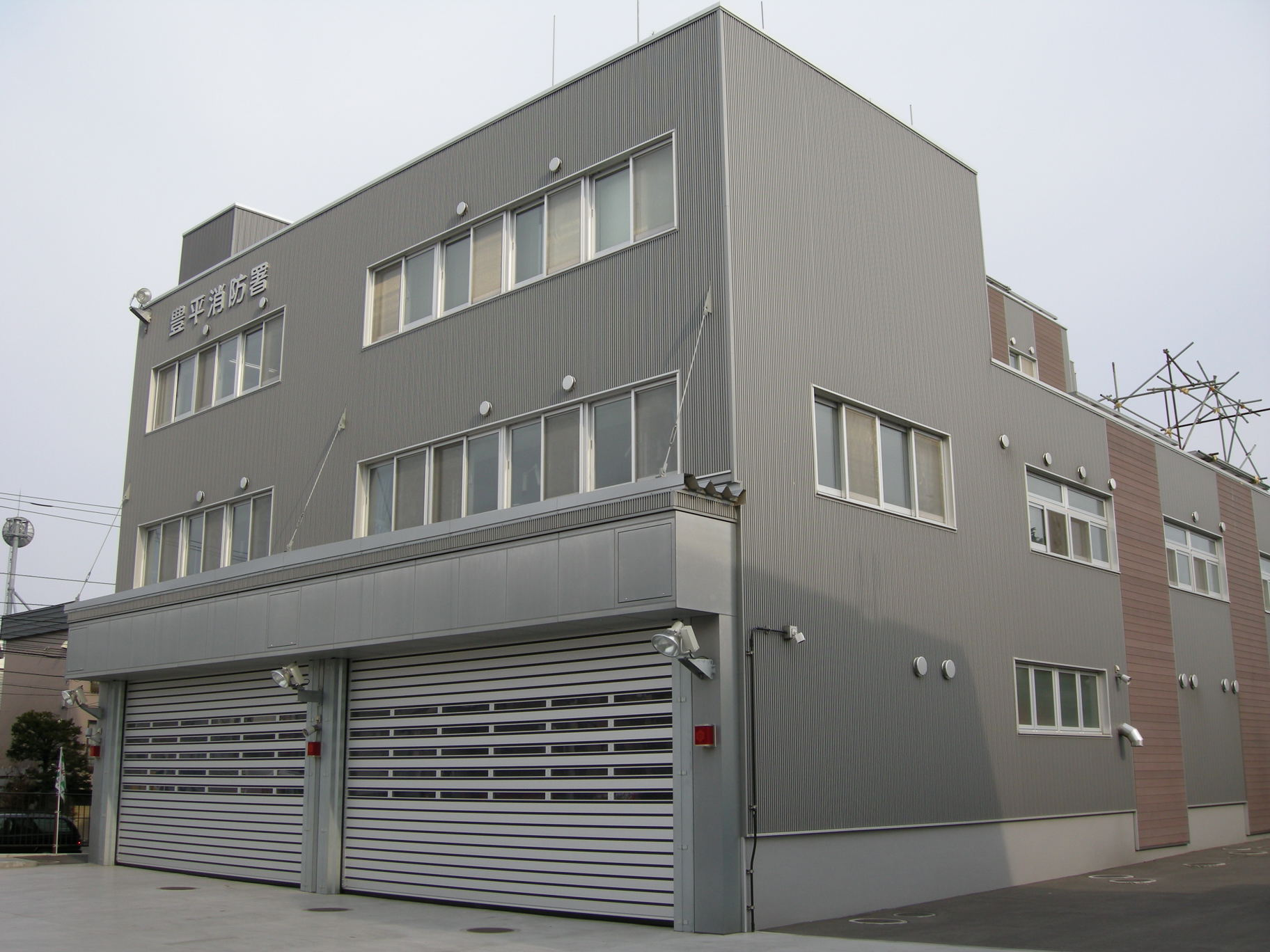
丰平消防署（2009年4月）
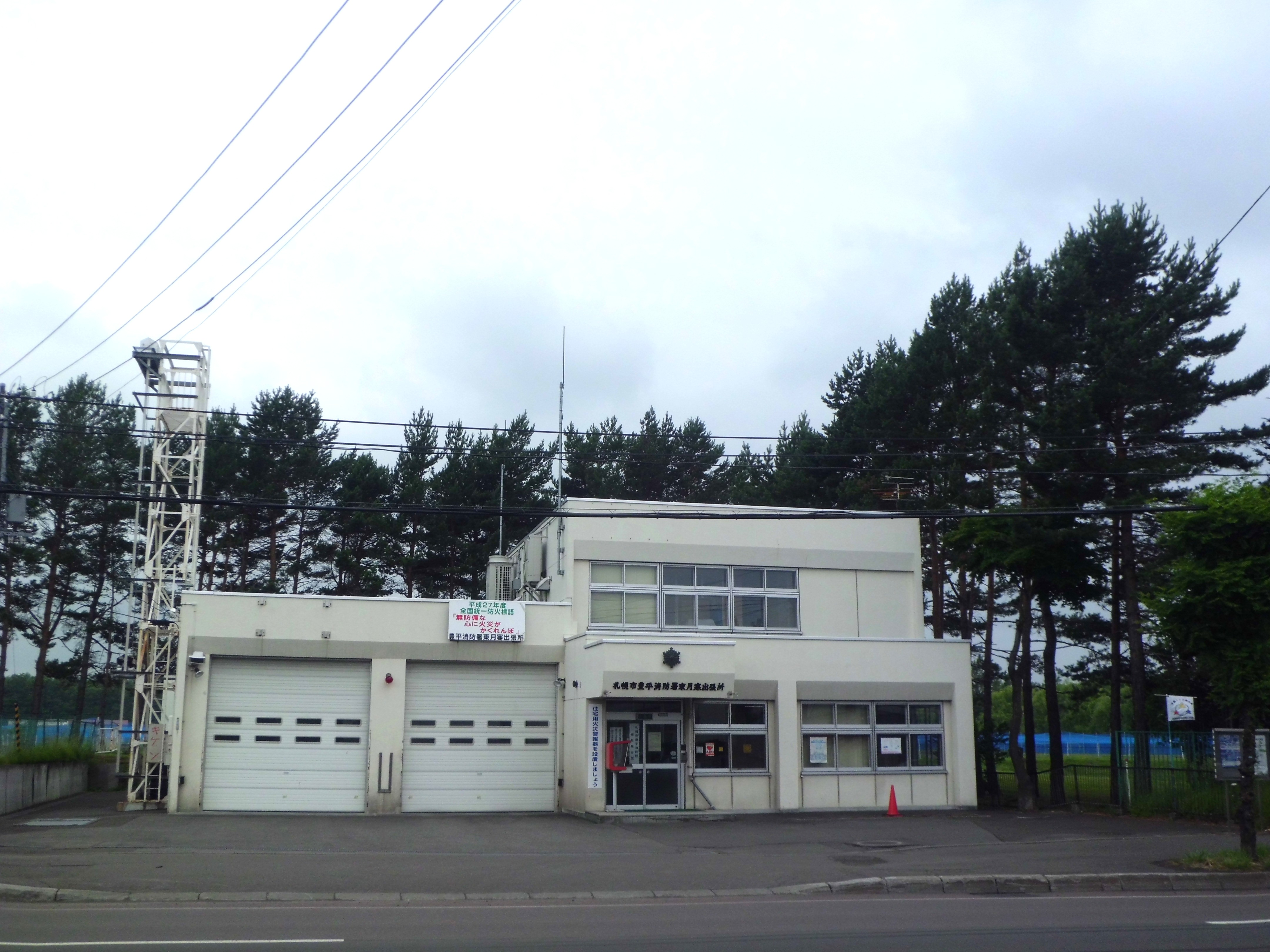
东月寒出张所（2015年6月）
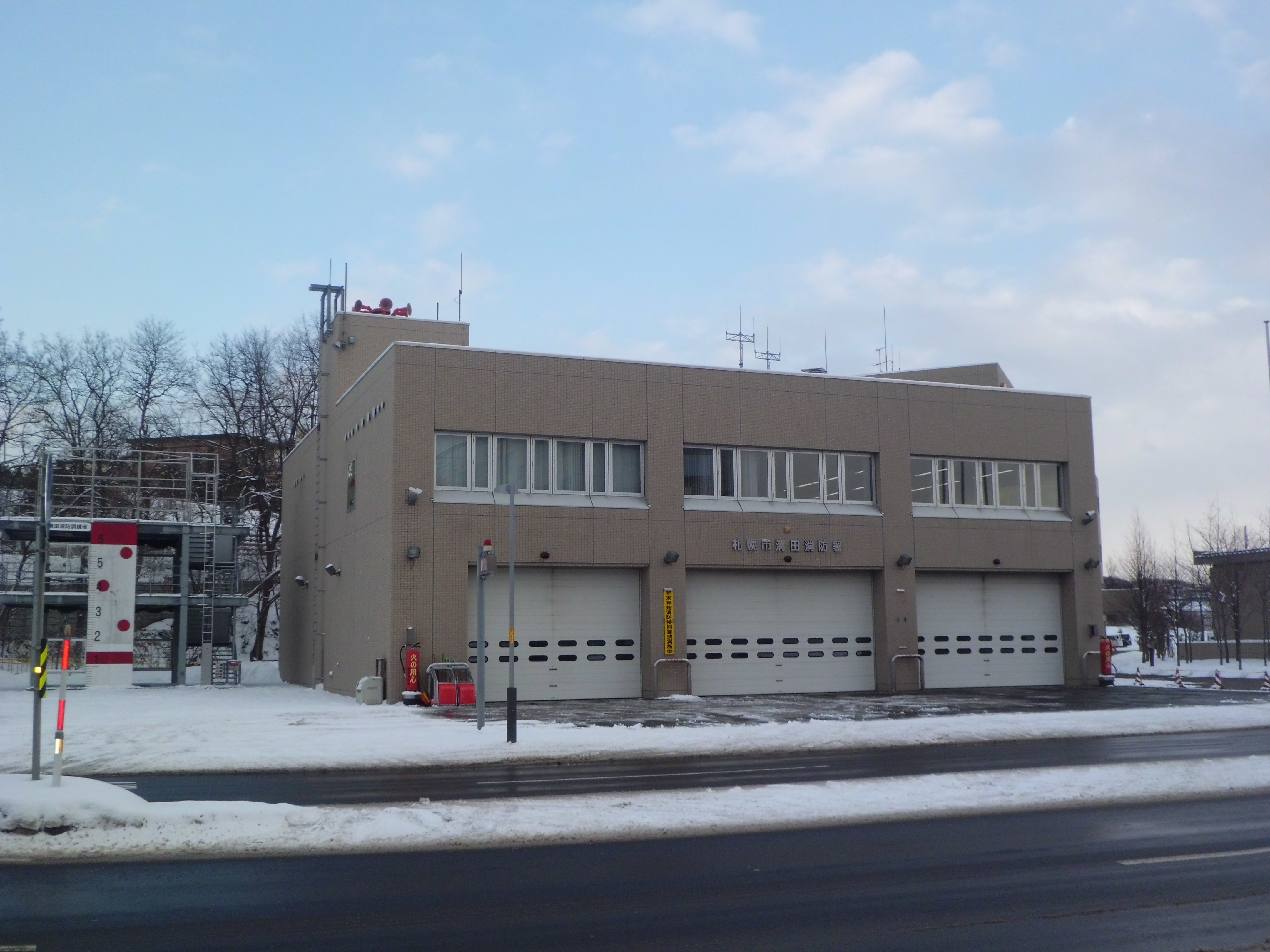
清田消防署（2014年12月）
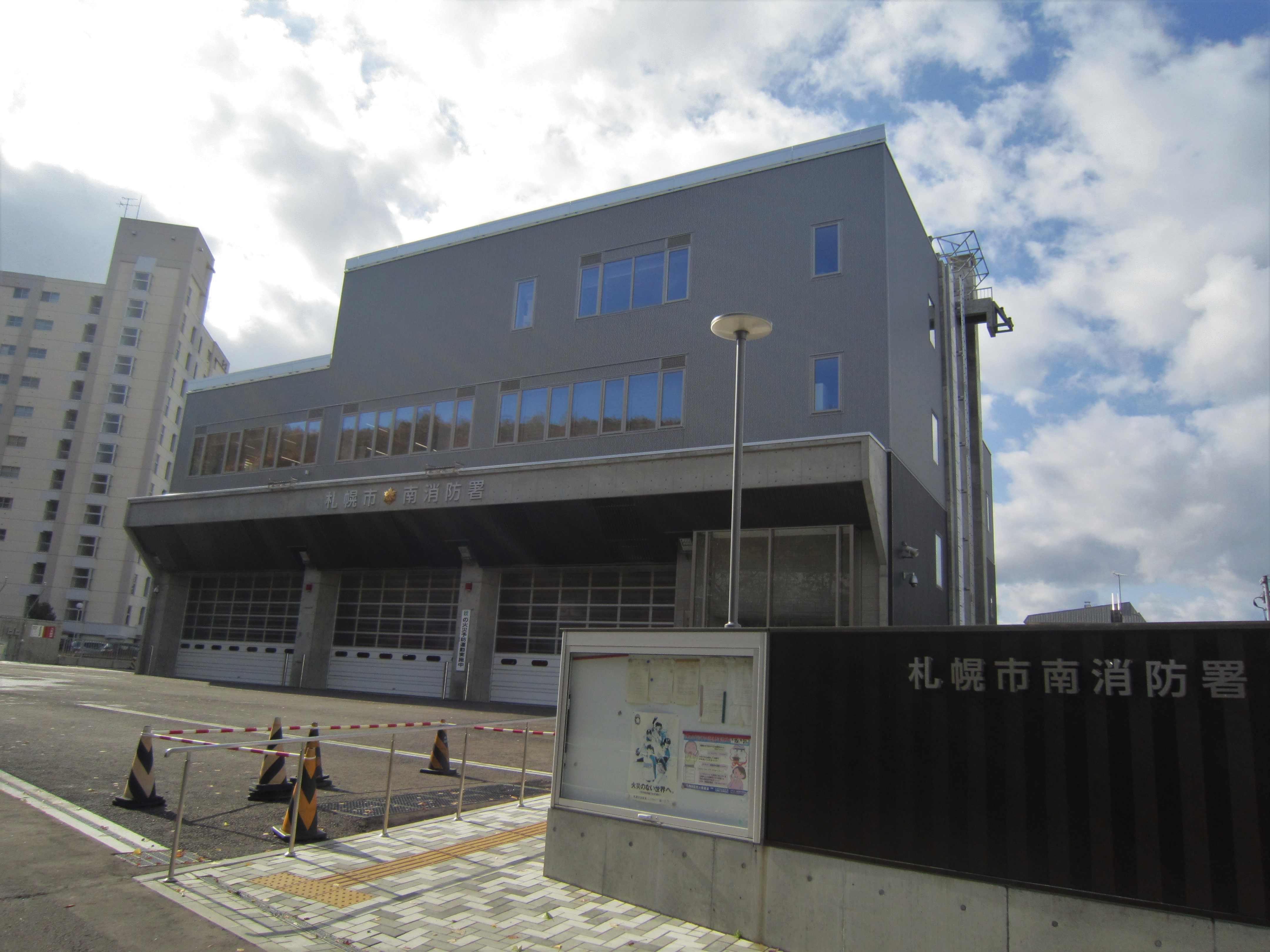
南消防署（2020年10月）
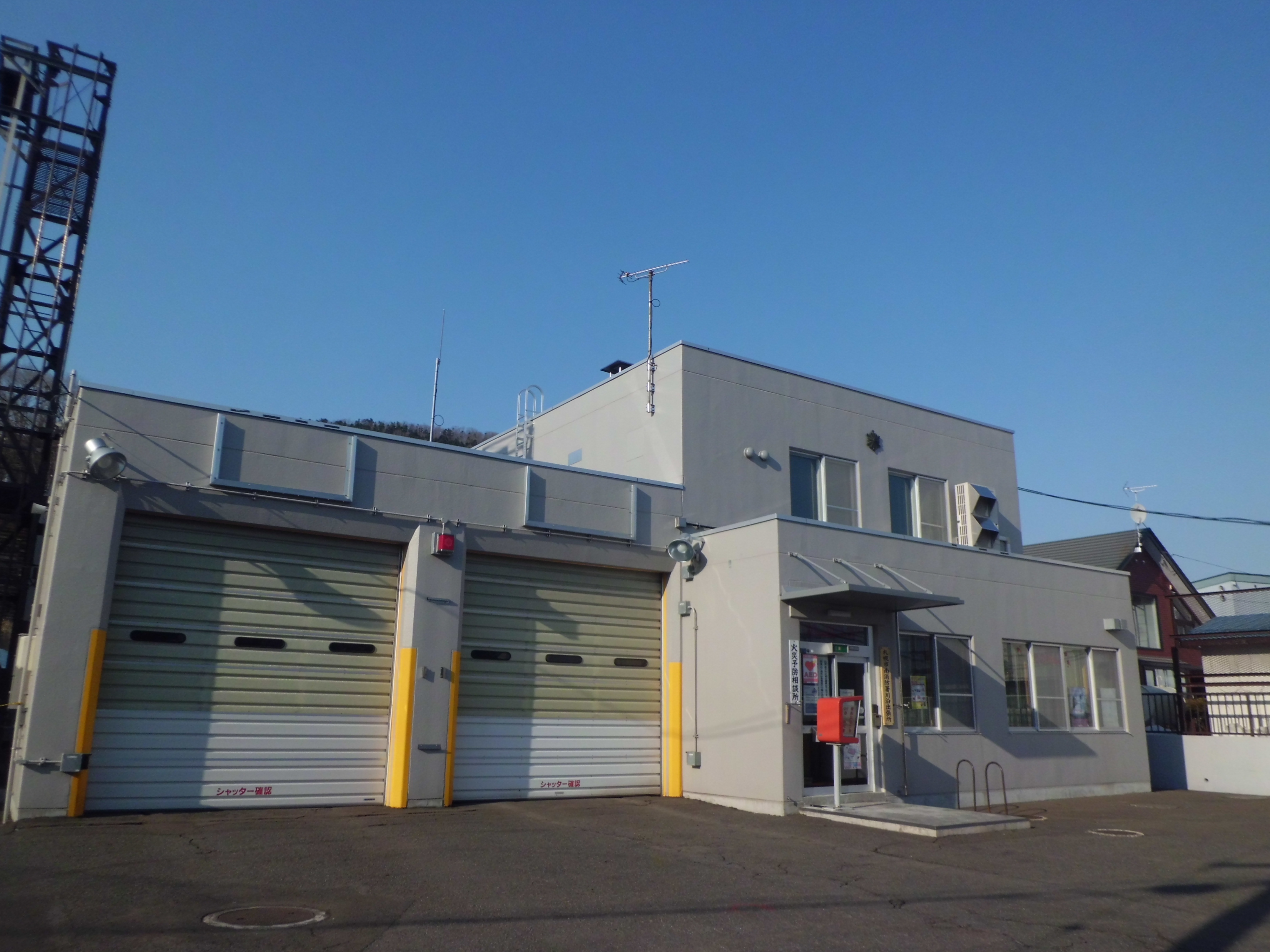
川沿出张所（2015年3月）
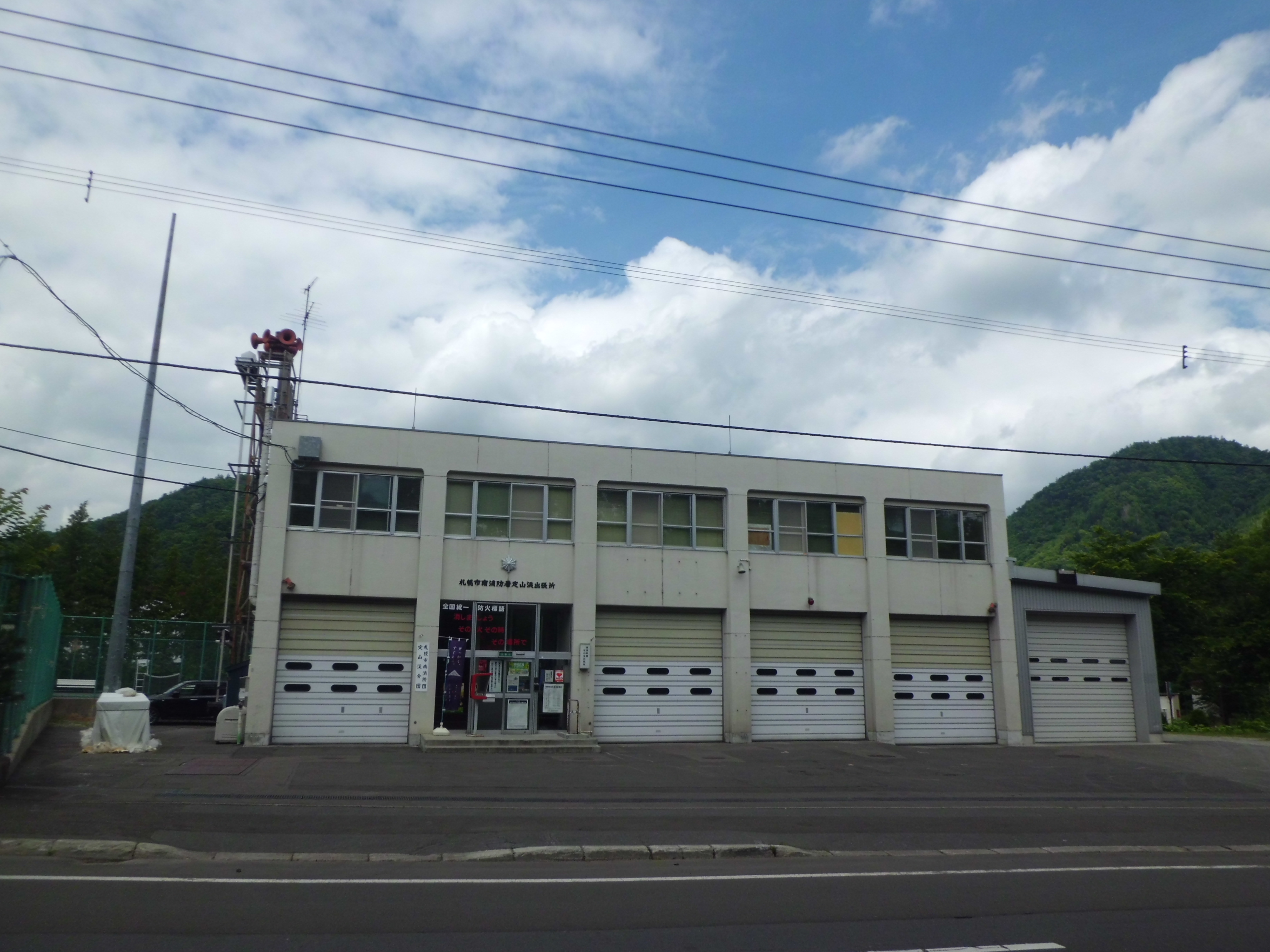
定山溪出张所（2016年7月）
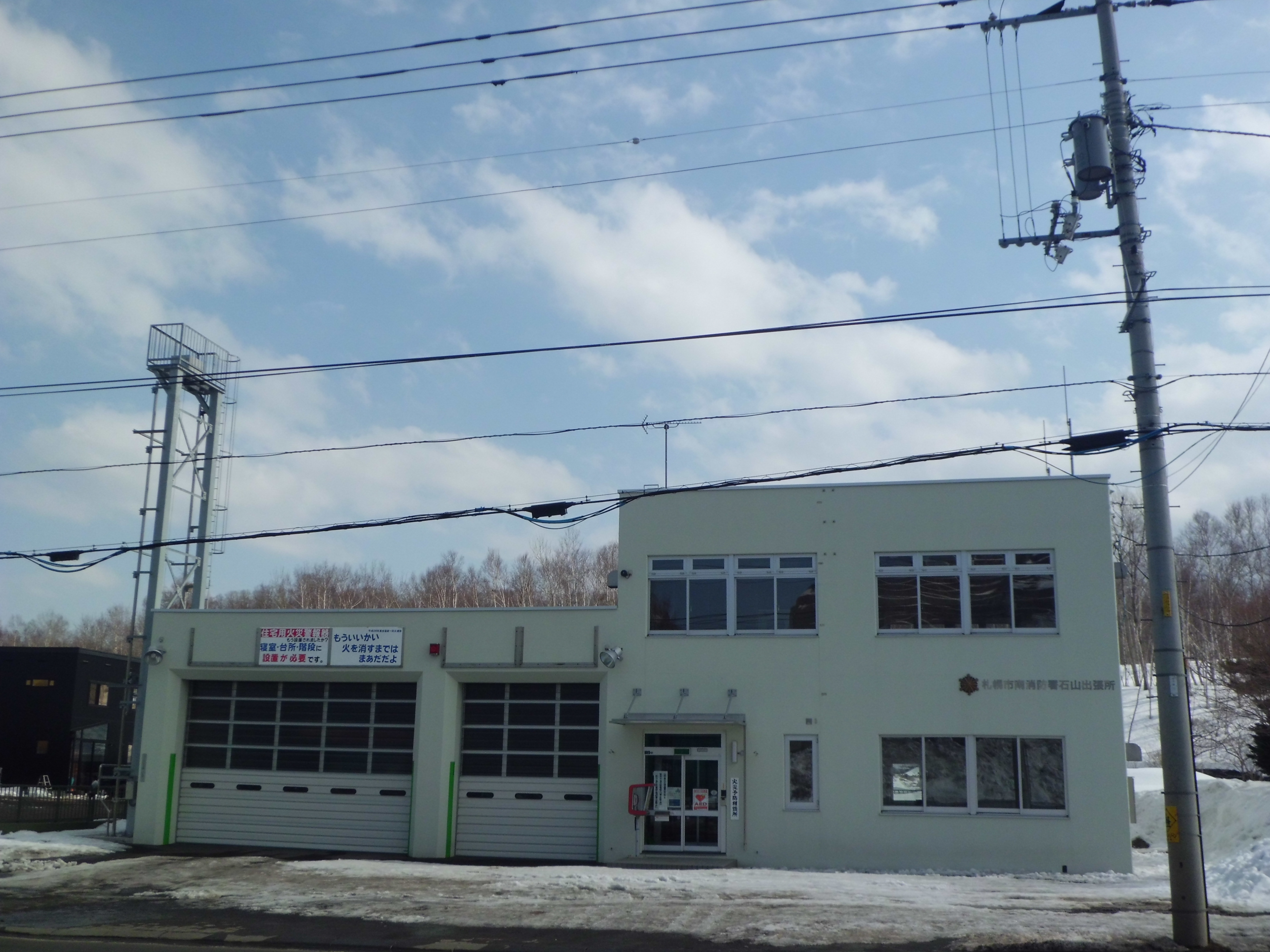
石山出张所（2015年3月）
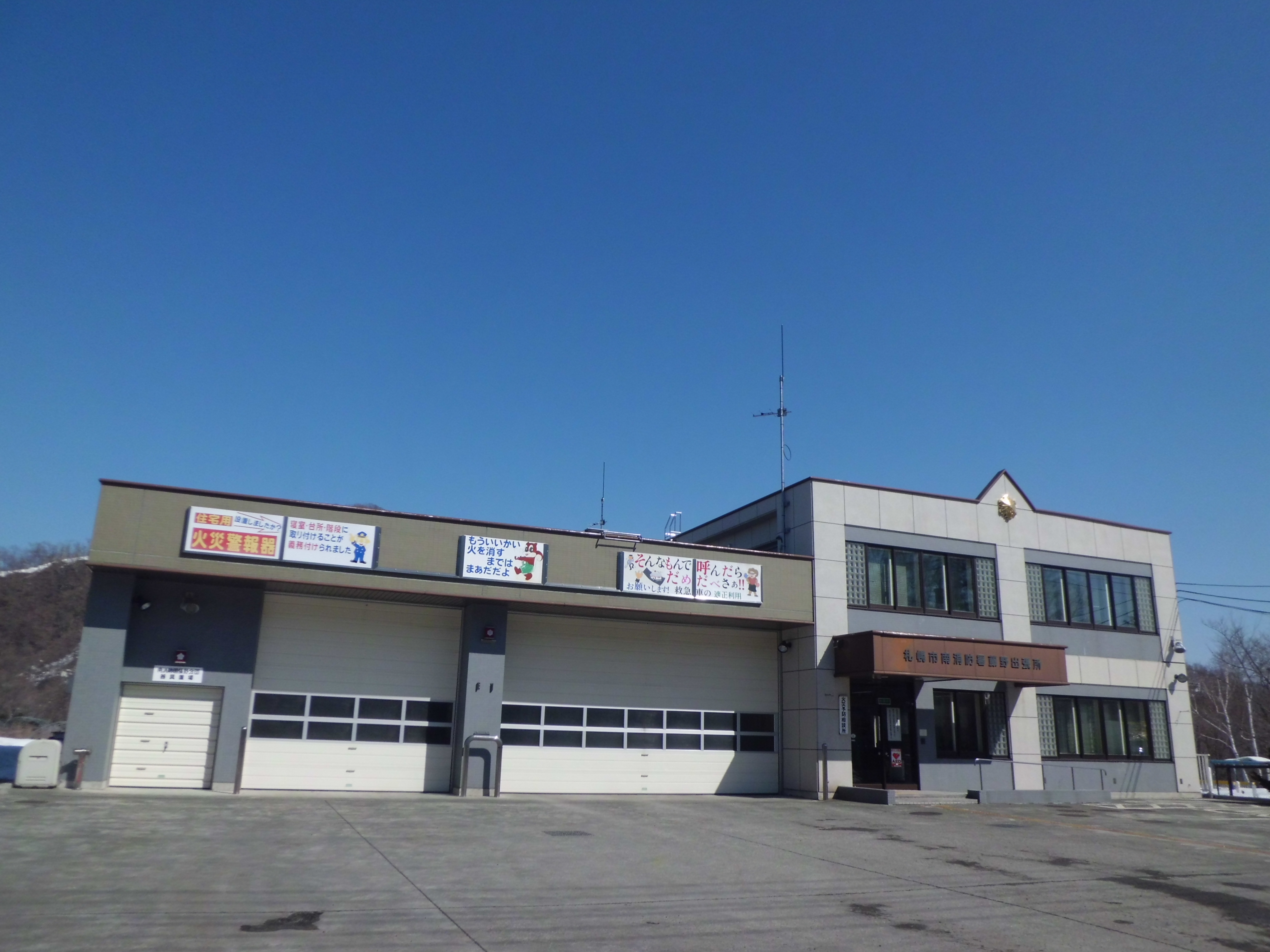
藤野出张所（2015年3月）
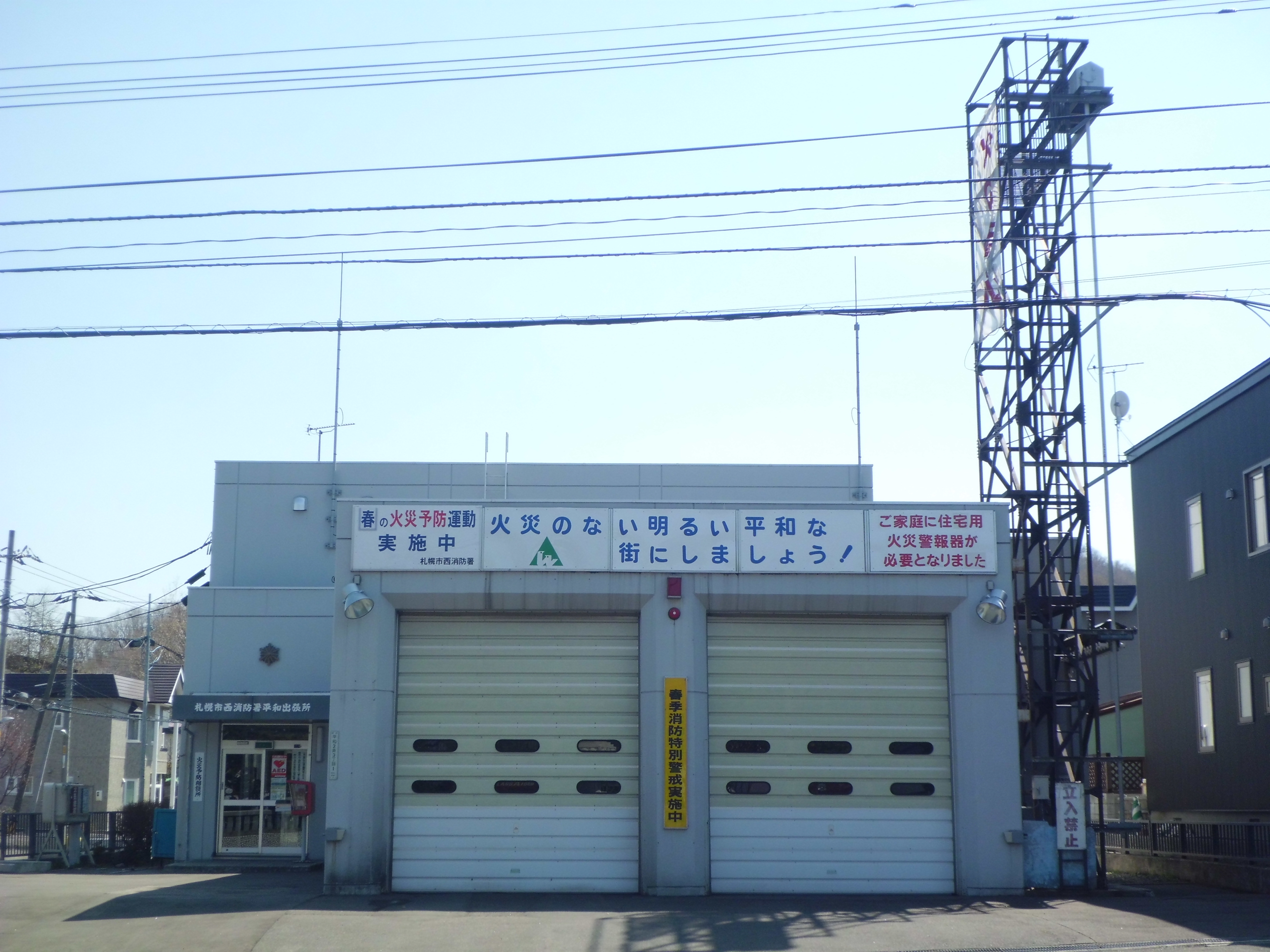
平和出张所（2015年4月）
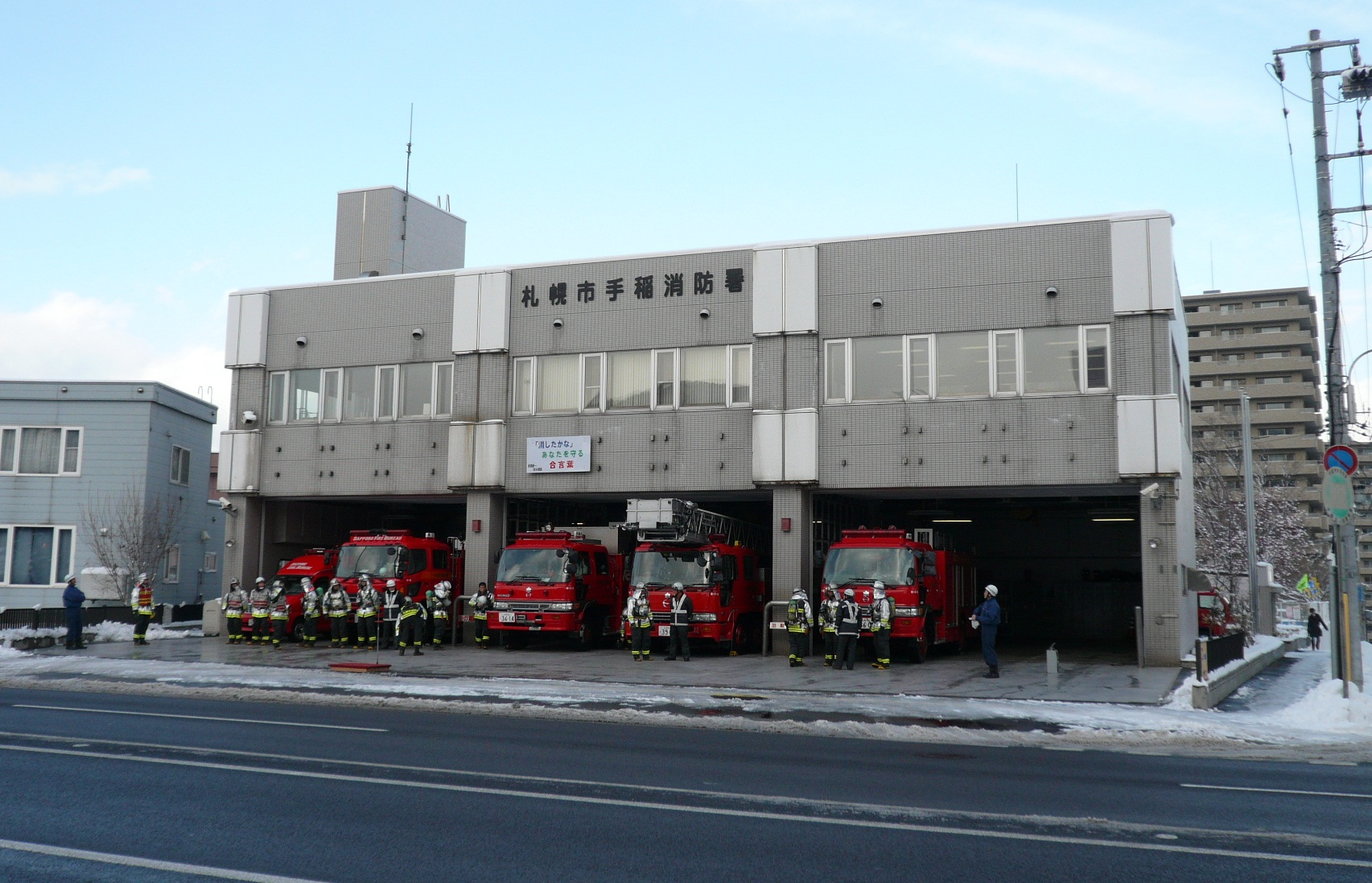
手稻消防署（2010年11月）
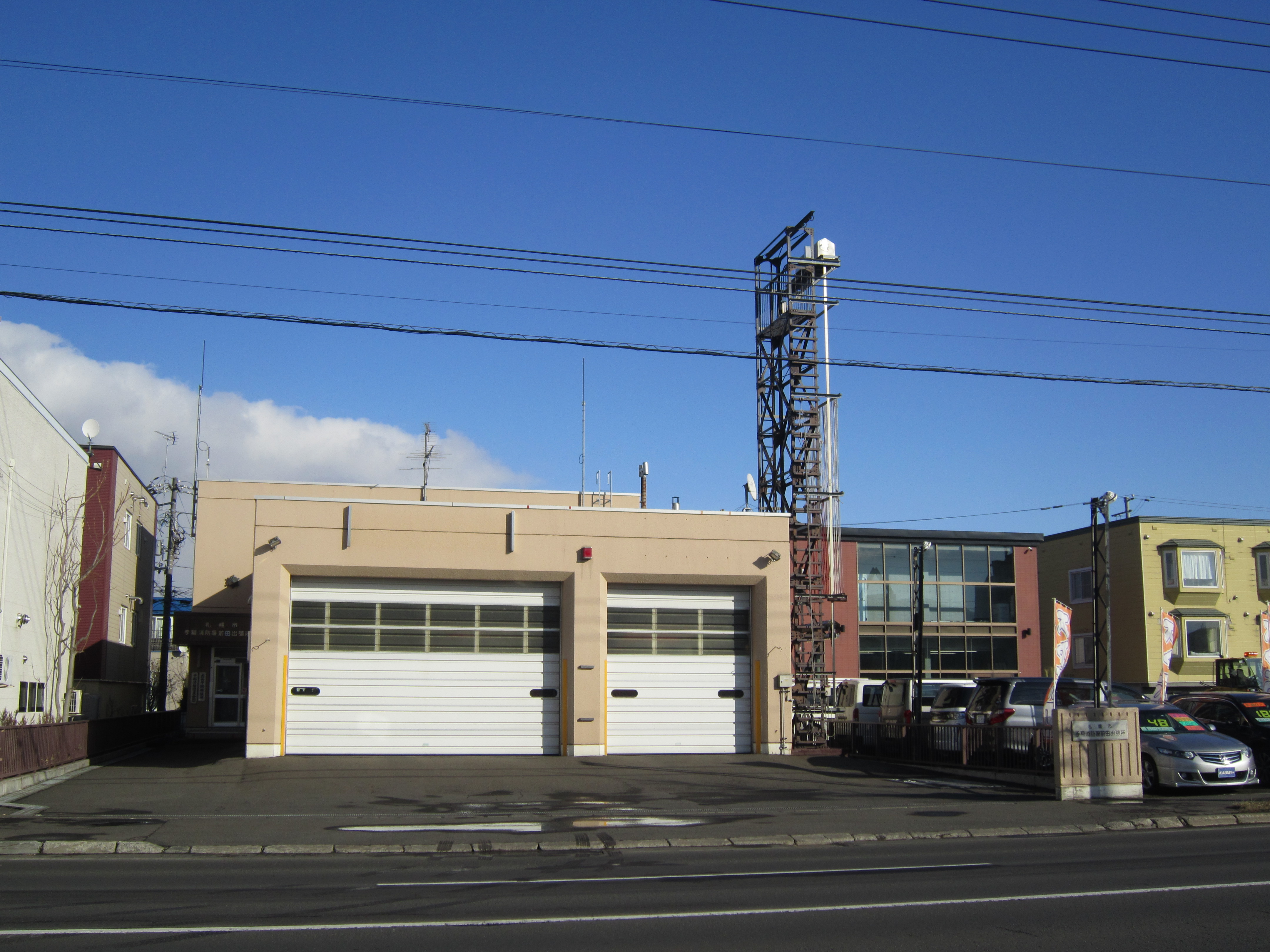
前田出张所（2020年12月）

### 消防车辆
截至2022年4月，札幌市消防局共有各型消防车辆218辆，其中包括174台应急车辆和44台普通车辆。174台应急车辆包括：
- 57辆水罐消防车、1辆泵浦消防车、3辆化学-水罐消防车、5辆大型水罐消防车；
- 10辆救助消防车、3辆山岳救助消防车；
- 2辆水罐-救助消防车、1辆高发泡-照明消防车；
- 7辆云梯消防车、4辆登高平台消防车（屈折車）；
- 11辆指挥车、2辆指挥预备车、1辆综合指挥部车、4台调查车；
- 4辆器材运输车、5台支援工作车；
- 9辆由总务省消防厅无偿提供的特种消防车：
  - 1辆支援车；
  - 1辆燃料补给车、1辆重型机械运输车；
  - 1辆大型排烟车（大型ブロアー車）、1辆水刀切割车（ウォーターカッター車）；
  - 1辆大型洗消消防车、1辆特殊灾害应对消防车；
  - 1辆大型泵浦消防车、1辆水带敷设消防车；
- 45辆高规格急救车。

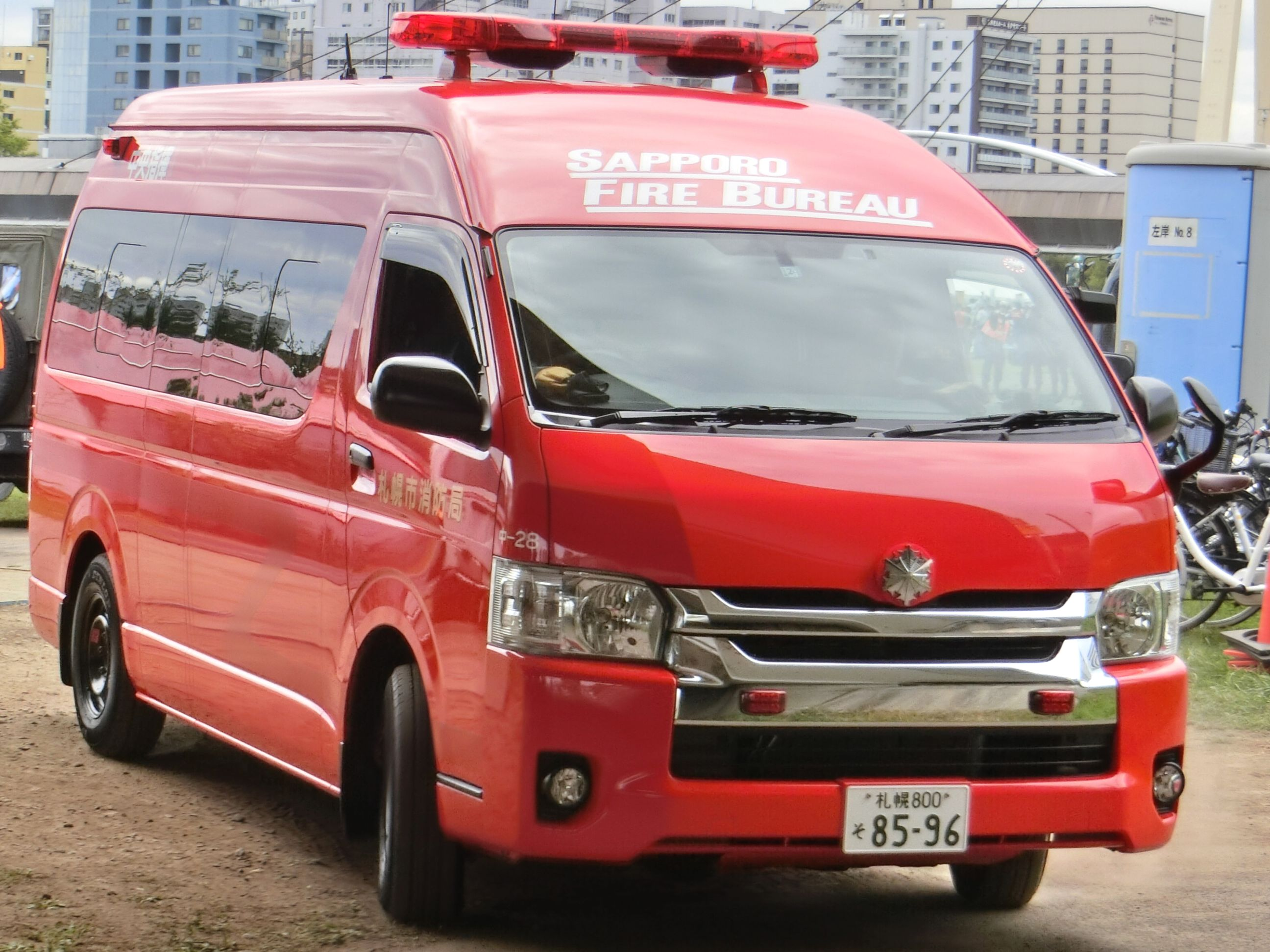
指挥车 （2019年9月）
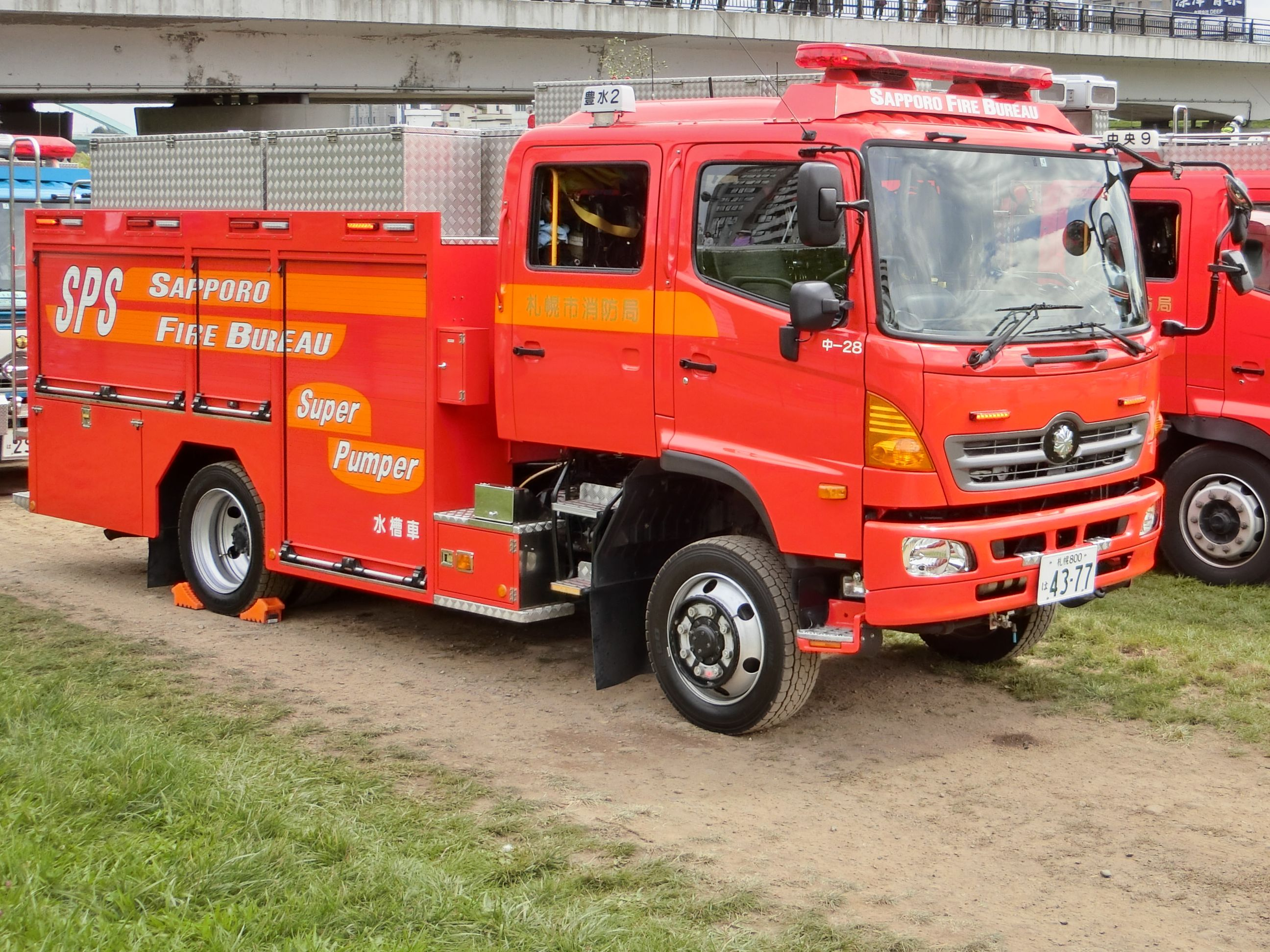
水罐车 （2019年9月）
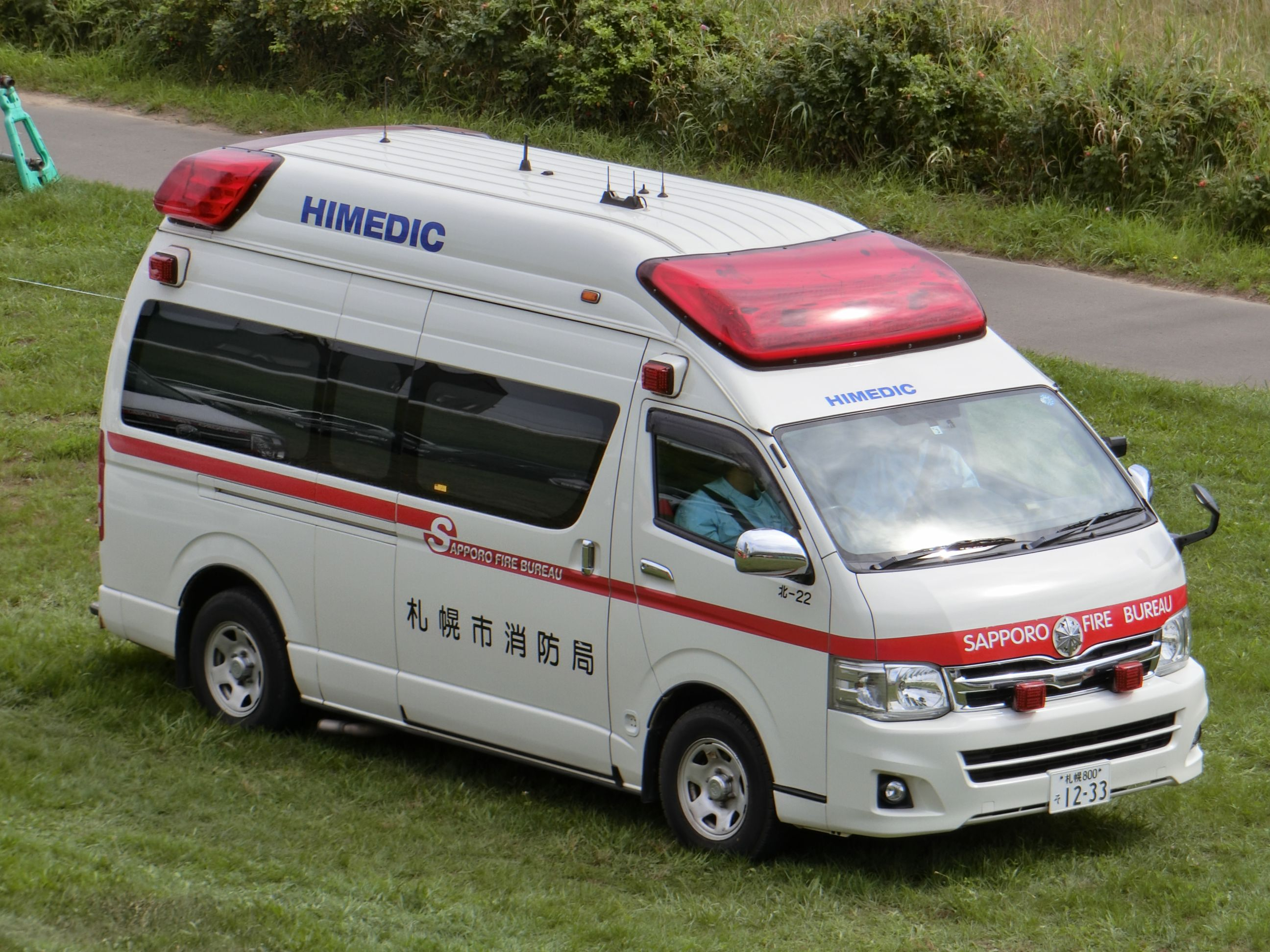
高规格急救车 （封存备用） （2019年9月）
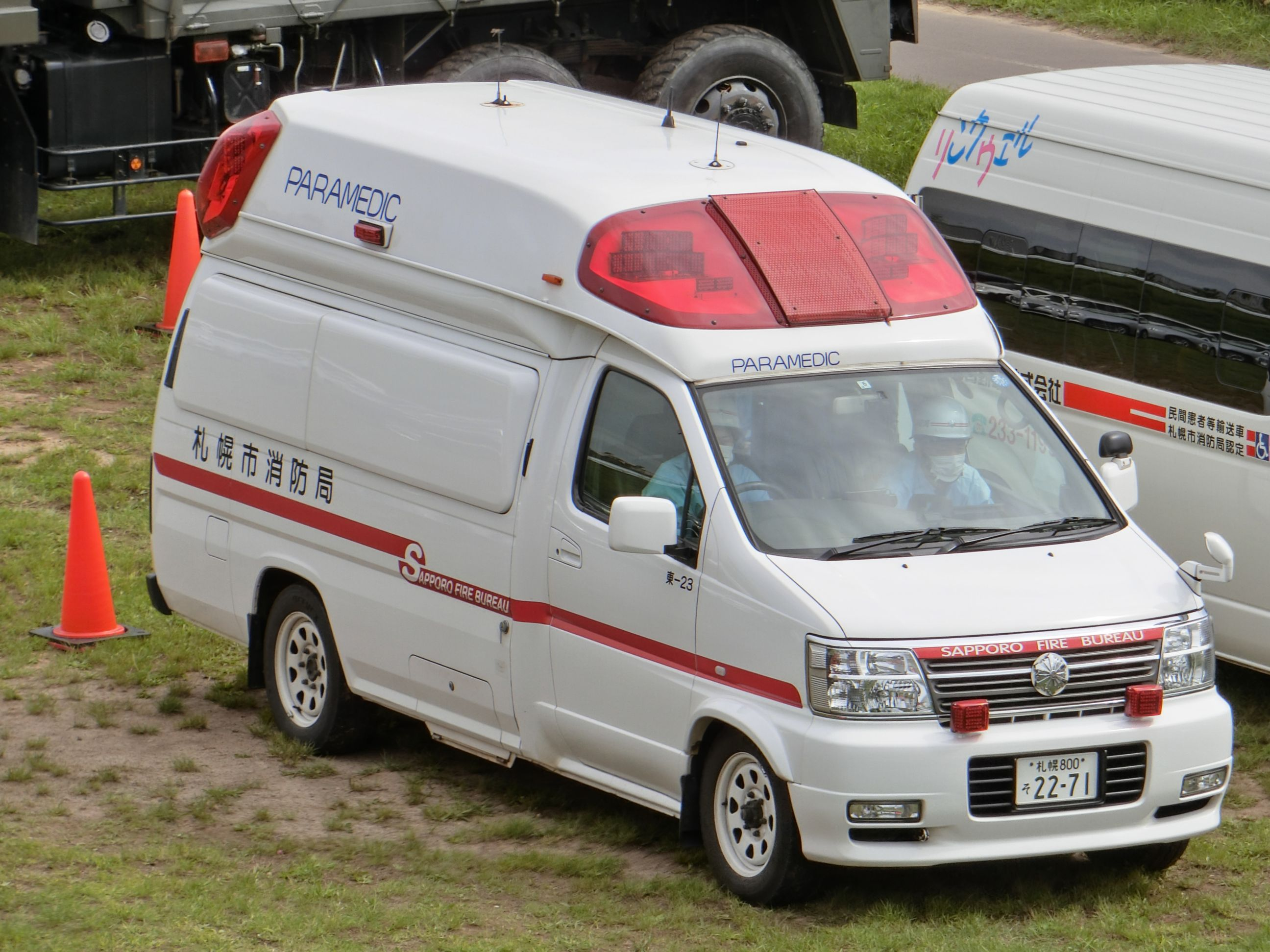
高规格急救车 （封存备用） （2019年9月）
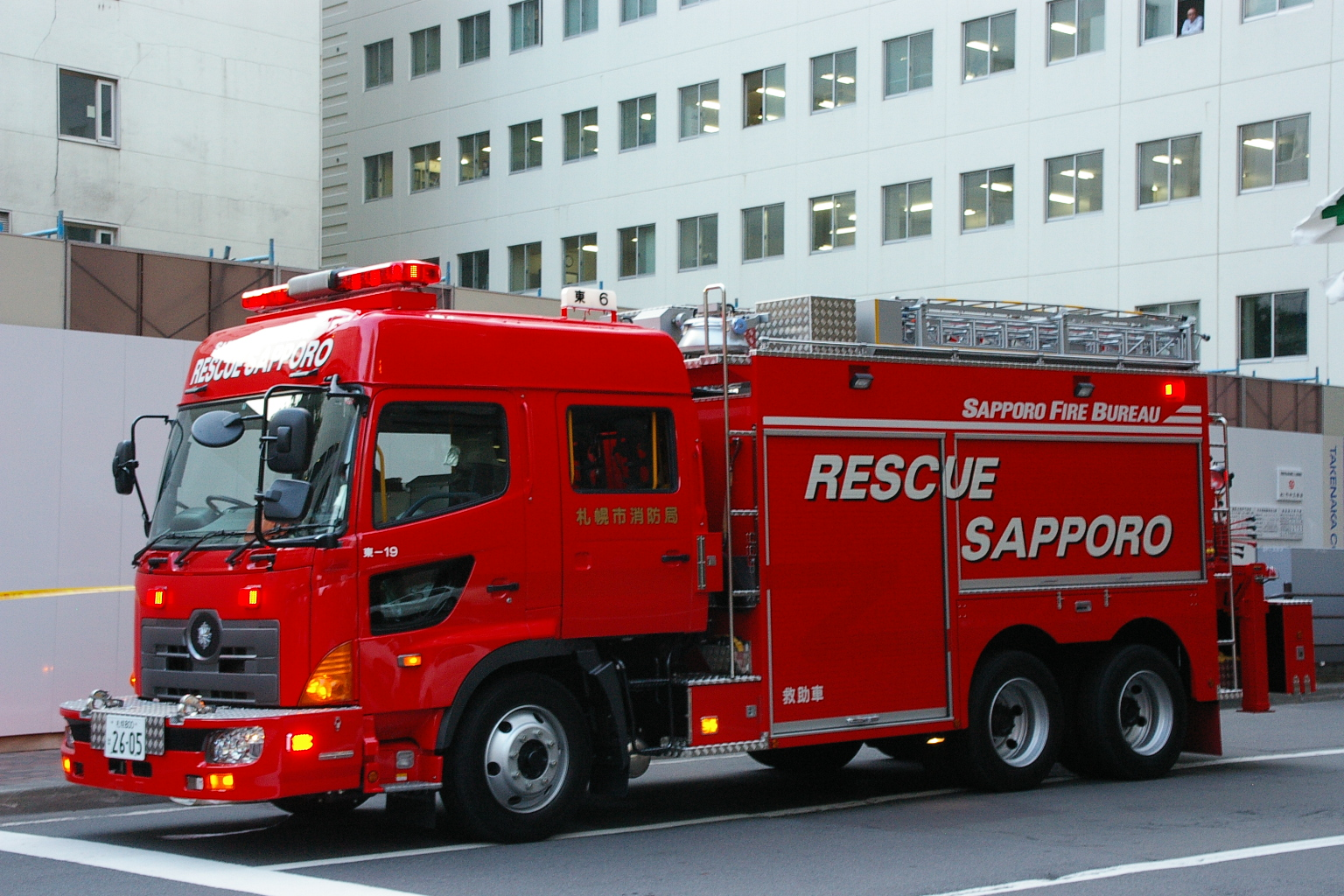
救助车II型 （水难救助队用） （2008年8月）
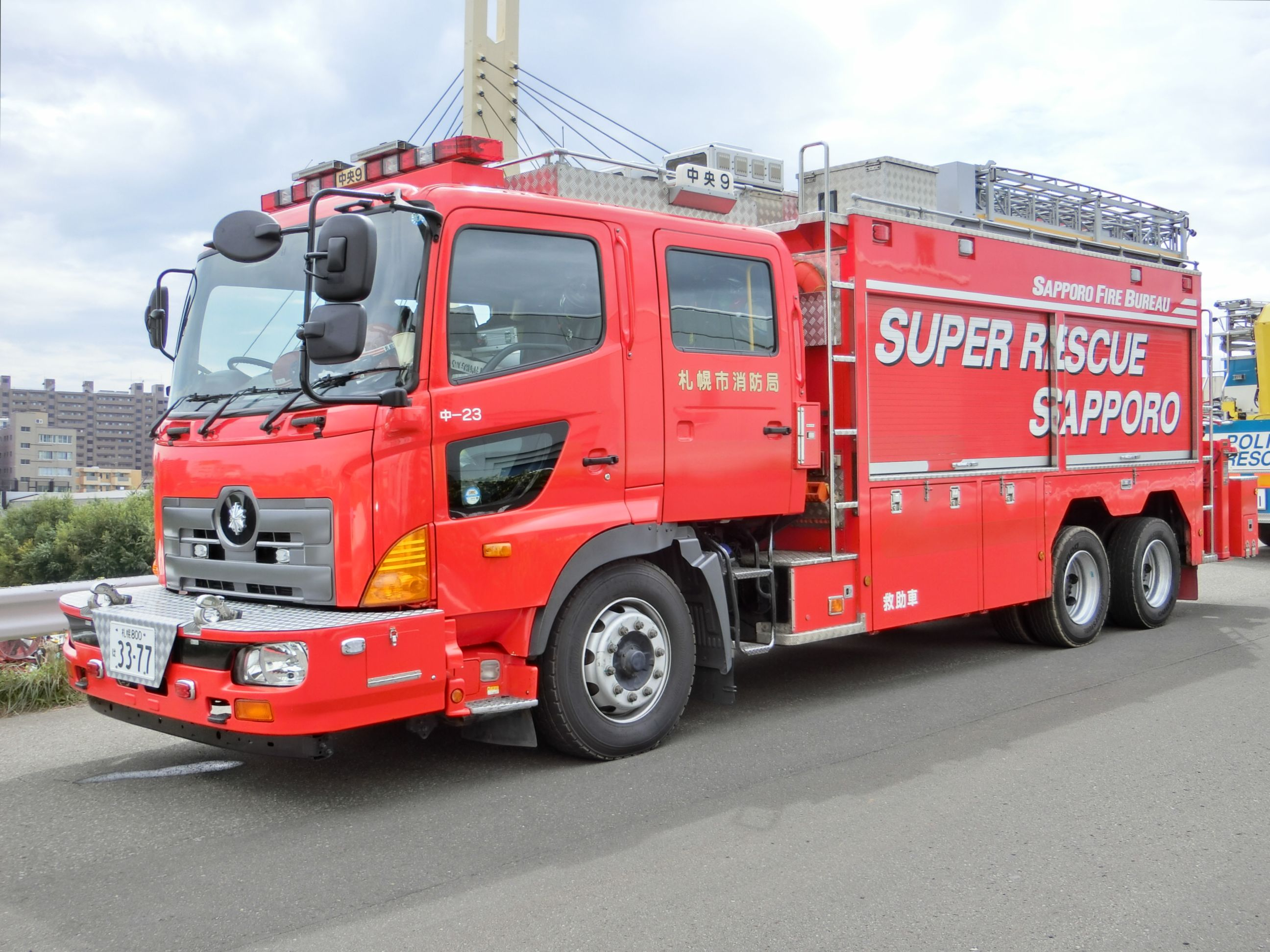
救助车III型 （特別高度救助队用） （2019年9月）
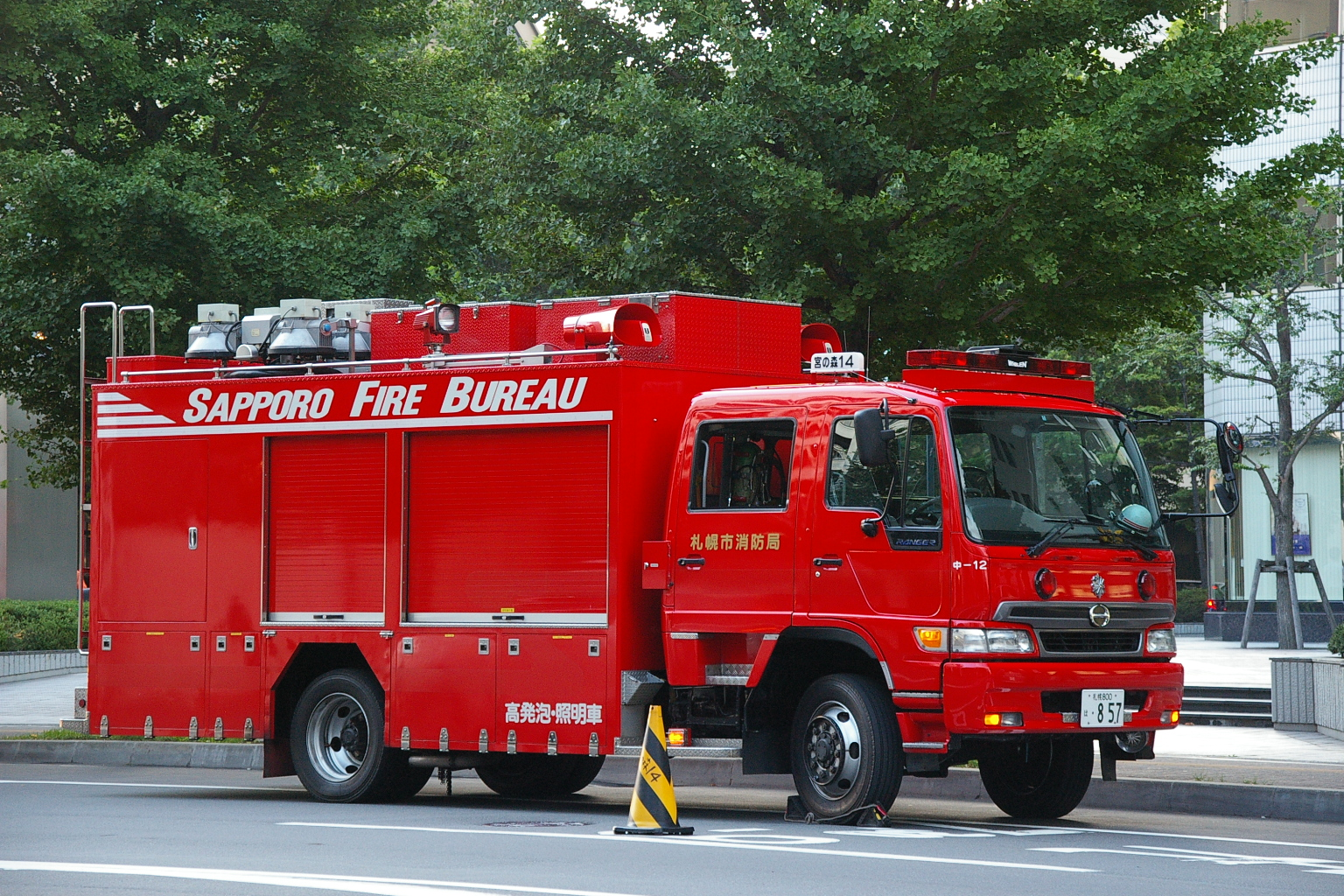
高发泡-照明车 （2008年8月）
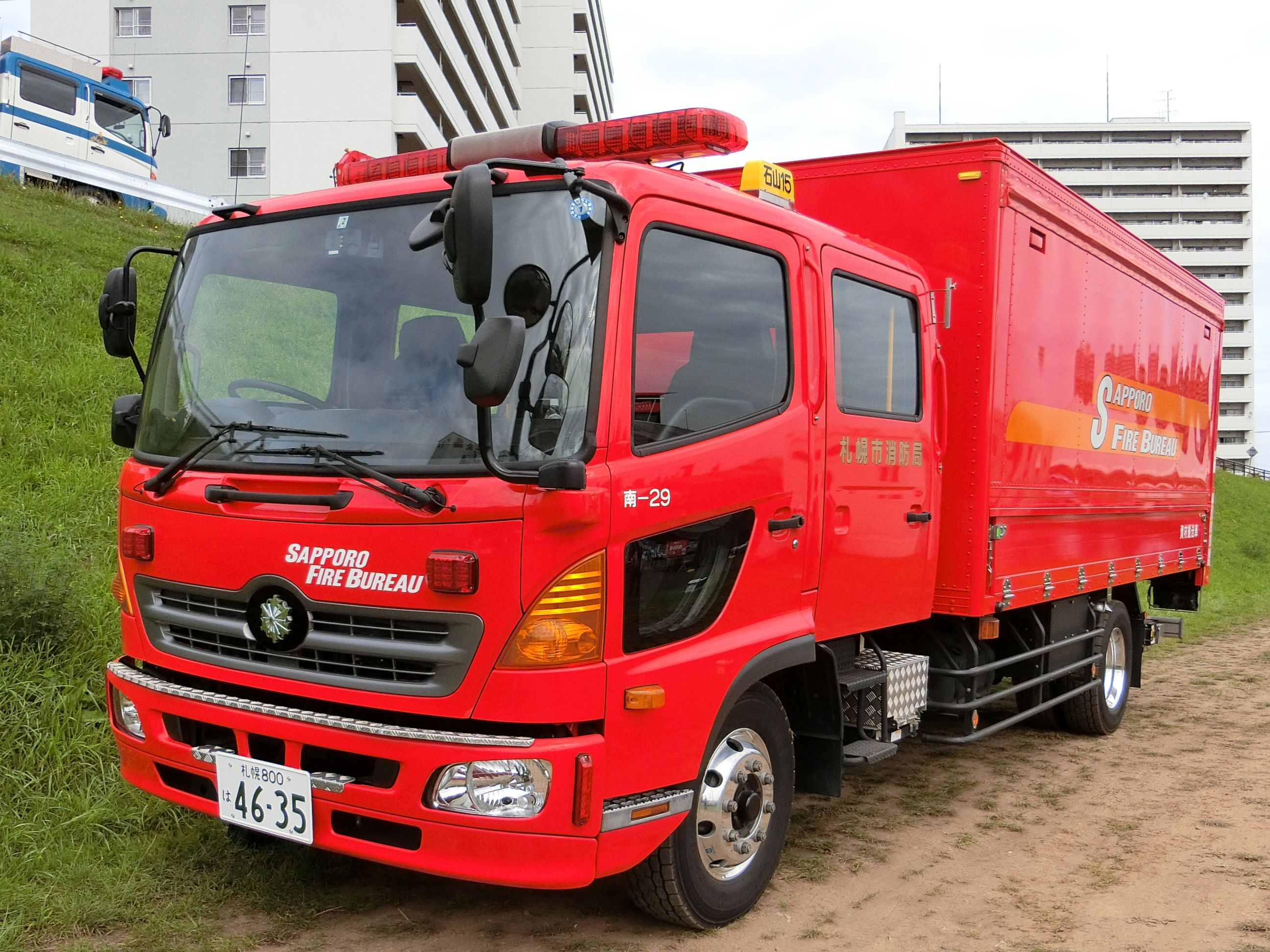
器材运输车 （2019年9月）
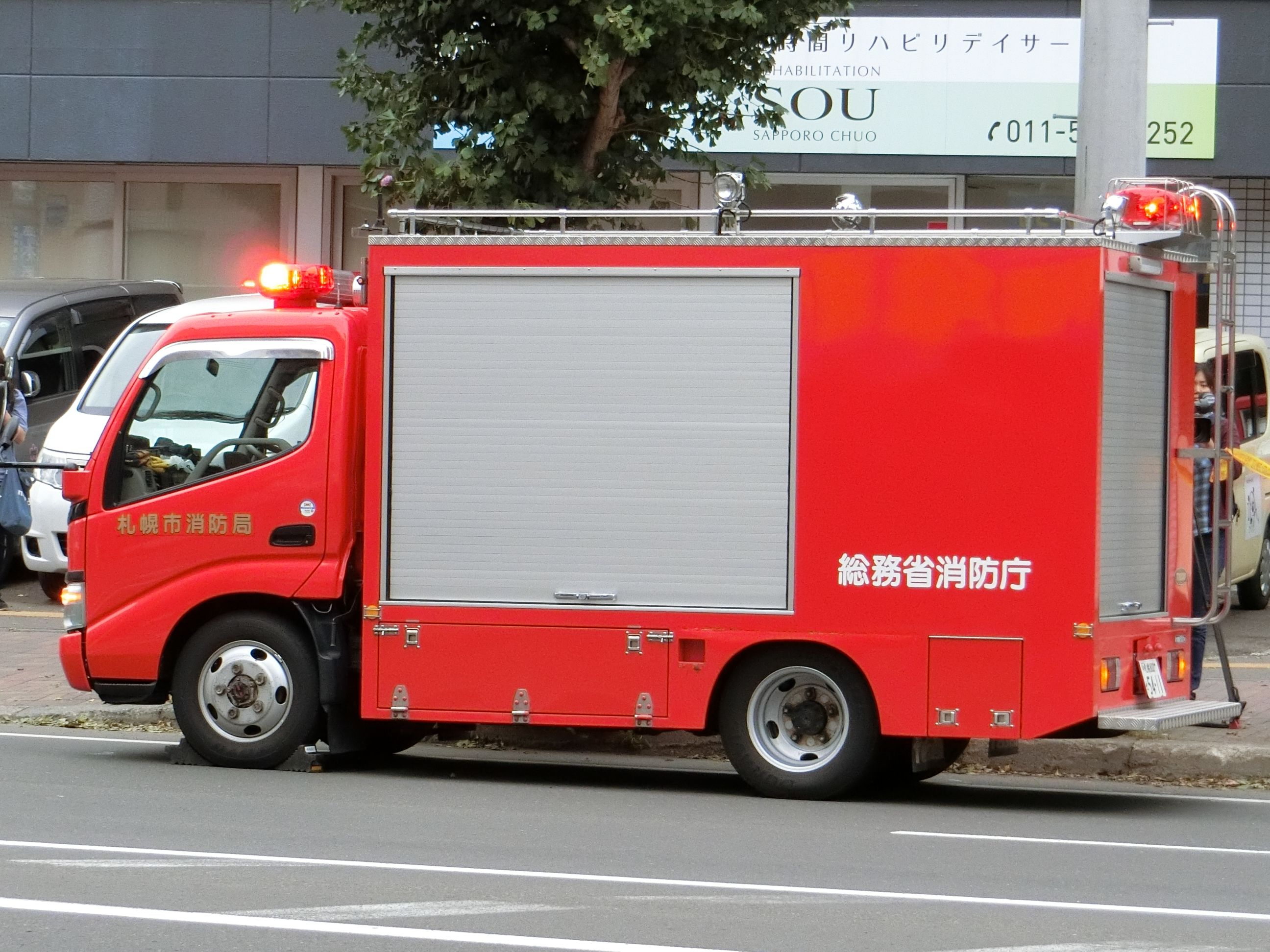
水刀切割车 （2018年9月）
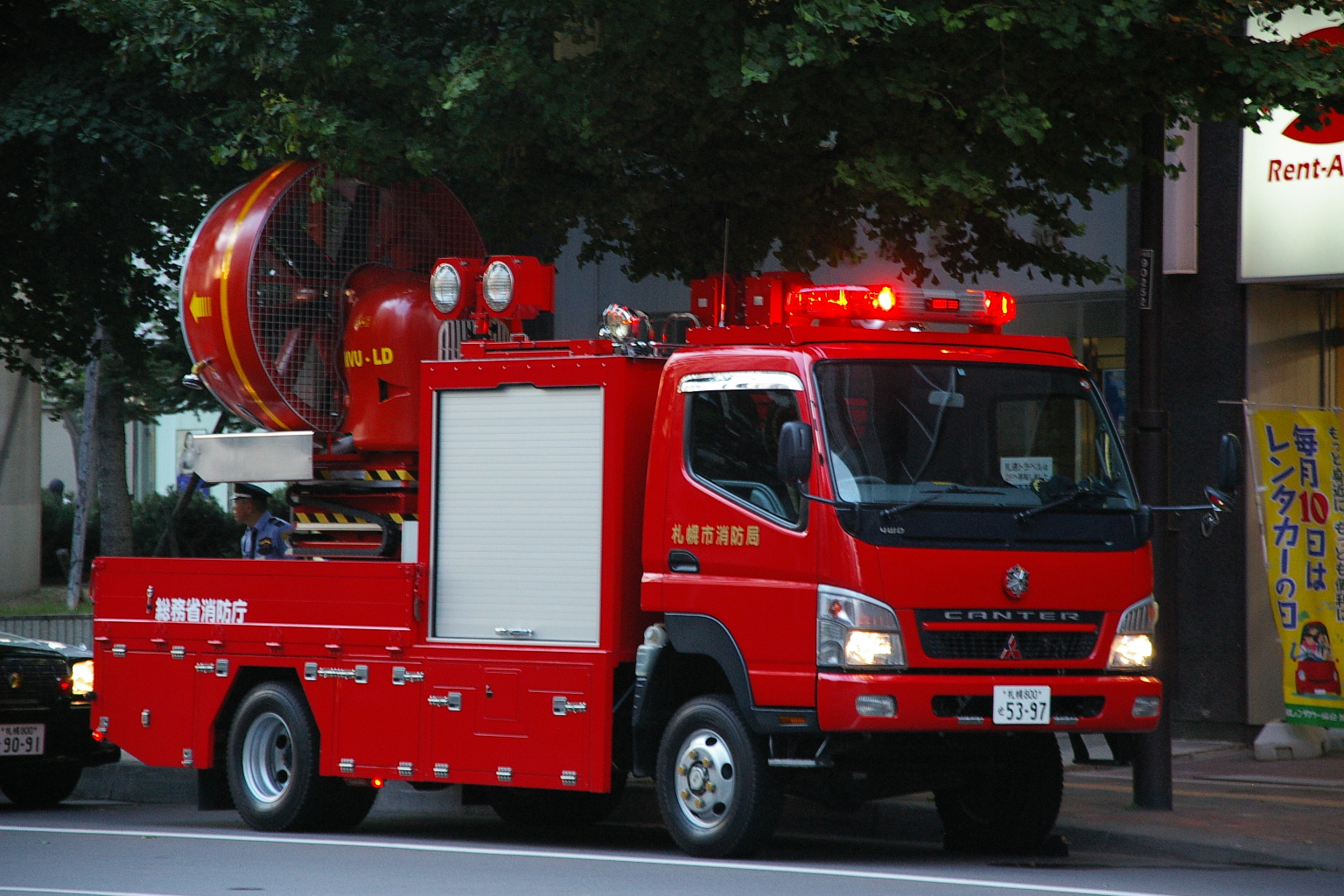
大型排烟车 （2008年8月）
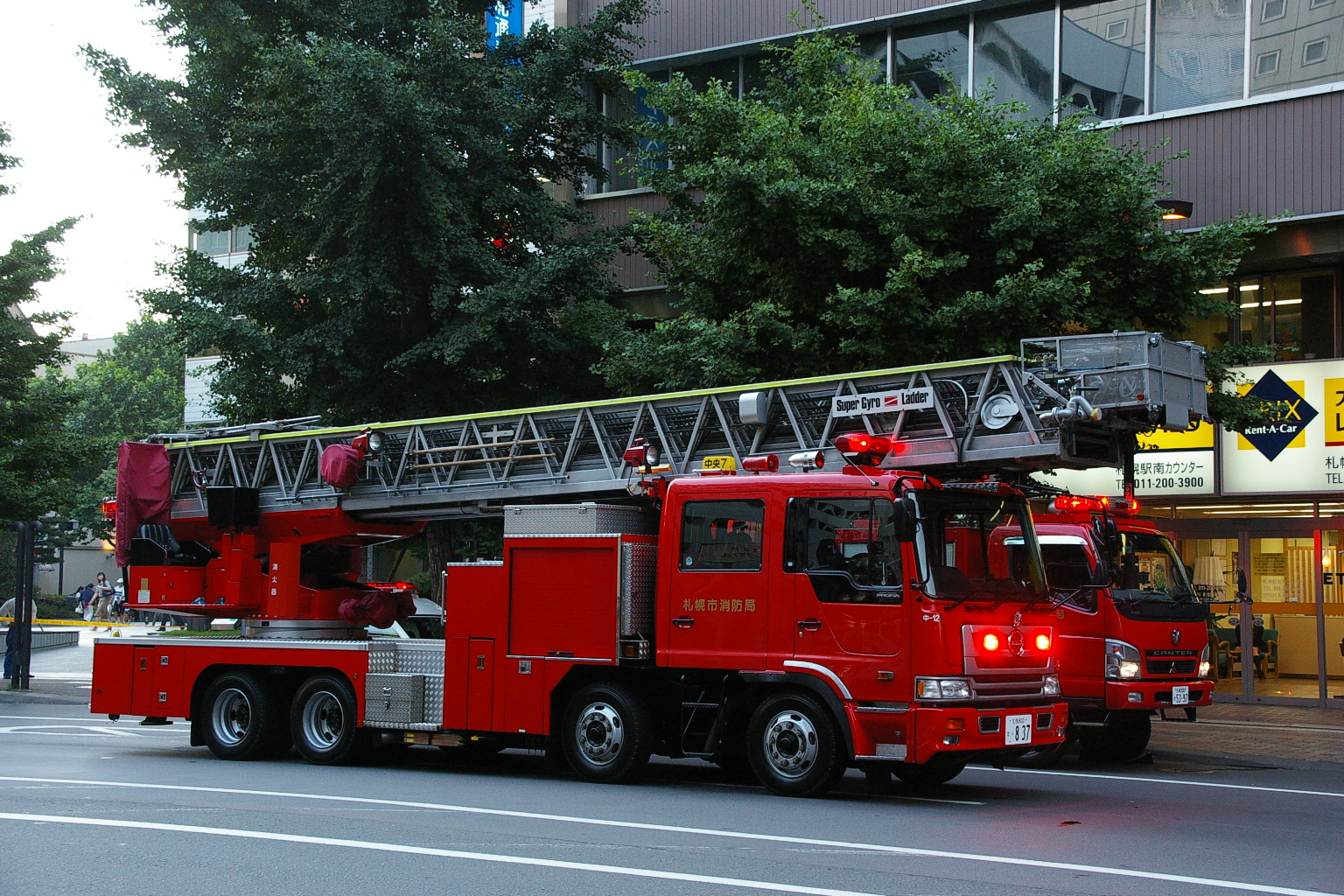
云梯车 (2008年8月）
大型泵浦车（2012年6月）
水带敷设车（2012年6月）

### 消防航空队
札幌市消防局在北海道石狩市设有直升机场，配备1架AW139型消防直升机从事灭火、救助、急救等任务。
- 札幌1（さつぽろ1，已损毁退役）：贝尔412EP型，航空器注册编号JA119L，2009年3月投入使用[7]。2019年10月，该机在埼玉县川越市接受定期检修时遭遇超强台风海贝思，台风引发越边川决口导致检修机库被泥水淹没，该机浸水2米，最终报废[8]。
- 札幌2（さつぽろ2）：阿古斯塔韦斯特兰AW139型，航空器注册编号JA17AR，2017年3月投入使用[2]。

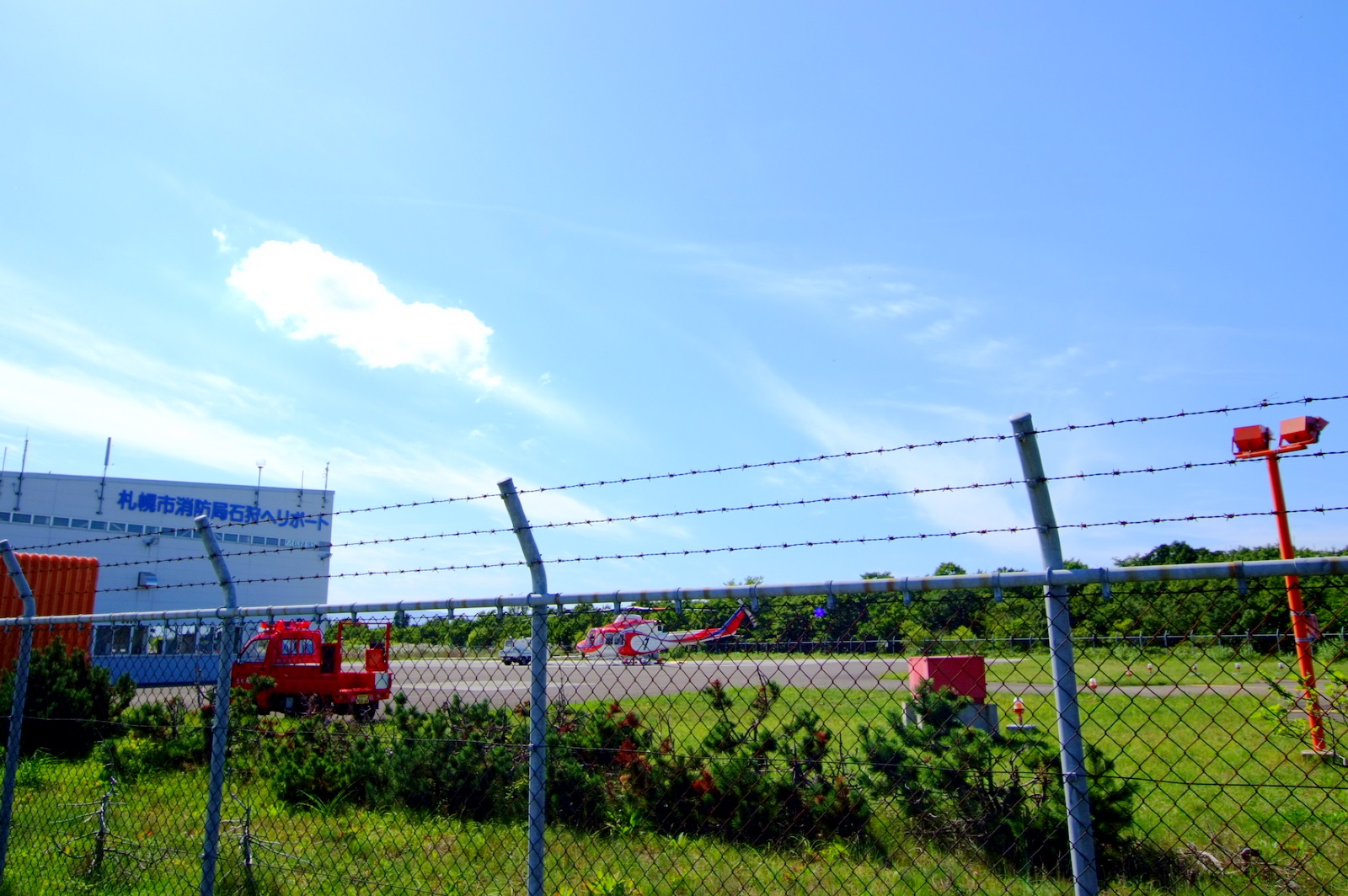
札幌市消防局石狩直升机场（2010年9月）
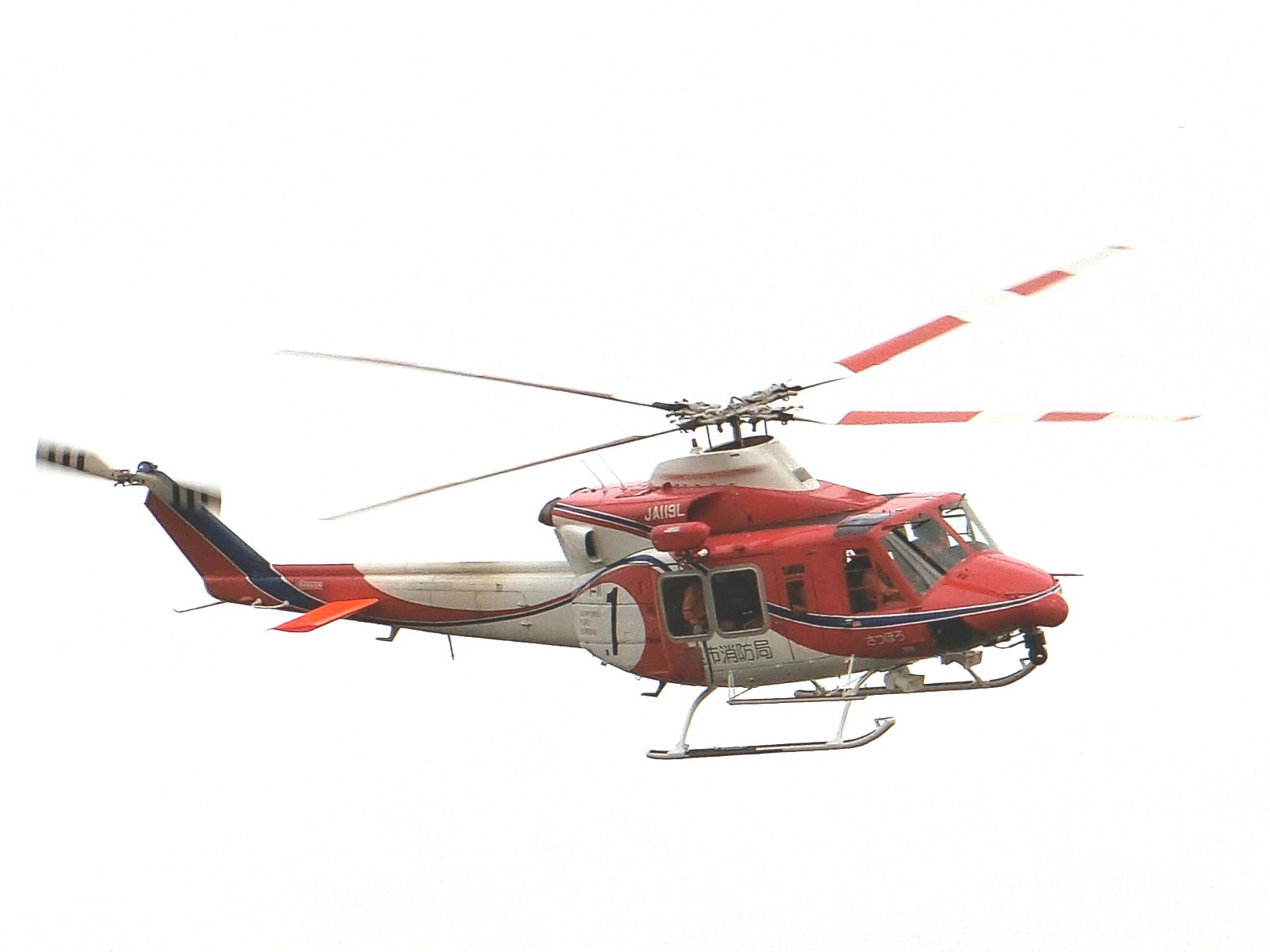
贝尔412EP 札幌1 （已损毁退役，2019年9月）

### 救助队

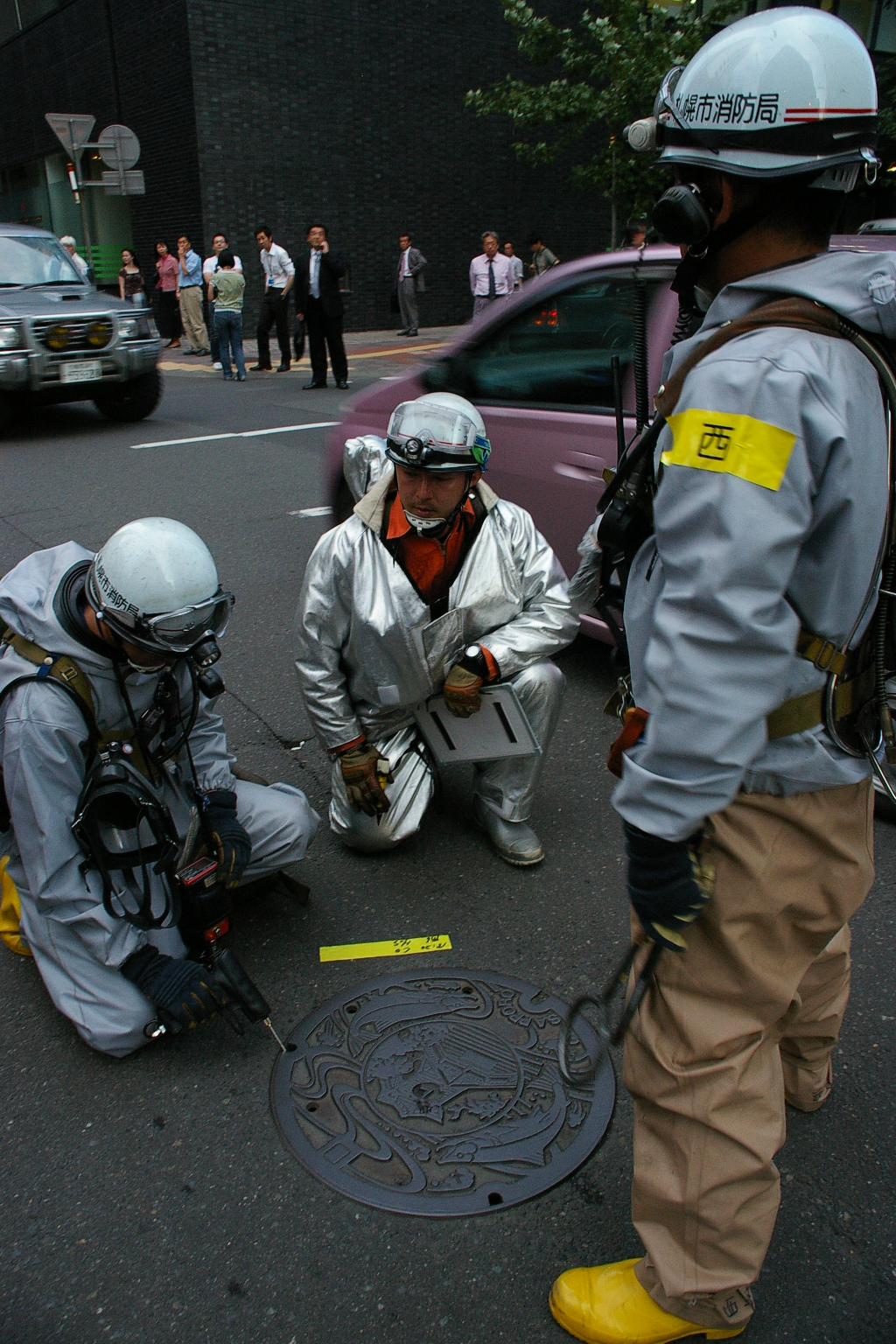
正在检测有害气体的札幌市消防局救助队员

札幌市10个消防署均编有1支救助队。其中，中央消防署的救助队为特别高度救助队（爱称Super Rescue Sapporo），北消防署、丰平消防署的救助队为高度救助队。此外，根据各消防署的地域特点，指定了水难救助队、山岳救助队和应对核、化学、生物等灾害的特殊灾害救助队。

### 急救队、急救工作站
为促进急救队员的教育训练，札幌市消防局在札幌市立札幌医院用地内设有急救工作站。此外，在新型冠状病毒疫情期间，札幌市消防局与保健福利局合作，使用消防局急救车转运新冠病毒感染者。

### 紧急消防援助队、国际消防救助队
截至2022年，札幌市消防局在总务省消防厅紧急消防援助队登录有66支小队：
- 指挥支援3队，航空指挥支援1队，合成机动部队指挥1队、核生化灾害指挥1队、地质台风洪水灾害机动支援部队指挥1队、都道府县大队指挥2队
- 救助5队、急救12队、后方支援5队、灭火17队
- 大规模危险品火灾应对1队・密闭空间火灾应对1队、远程输水2队
- 地震灾害救援1队、水难灾害救援2队、剧毒物品应对4队、其他特殊装备5队
- 航空1队、航空后方支援1队

截至2022年，札幌市消防局共有11名救助队员登录在总务省消防厅国际消防救助队。

## 附属机构

### 消防学校、消防科学研究所、救急救命士养成所
札幌市消防学校是札幌市消防局设立的训练研修机构，以提升消防人员履行使命能力、培养适应新时代需求的消防人员为宗旨，开设了初任教育、干部教育、专科教育、消防团员培训等教育课程，并承担救急救命士的培养工作。
札幌市消防科学研究所设在札幌市消防学校内，主要从事燃烧实验、成分鉴定、危险物鉴定等研究事务，并对消防工作提出科学建议。

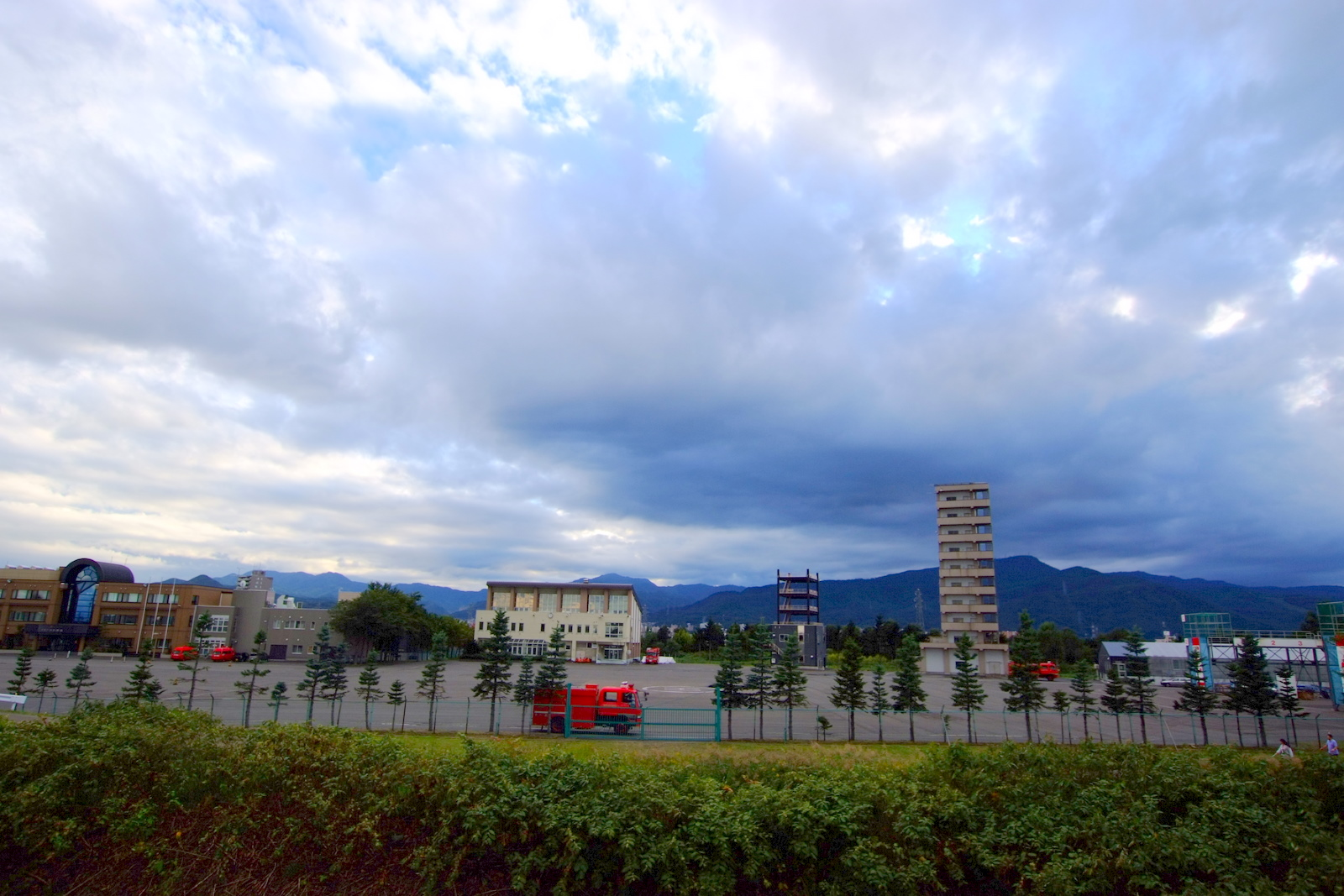
校舍全景
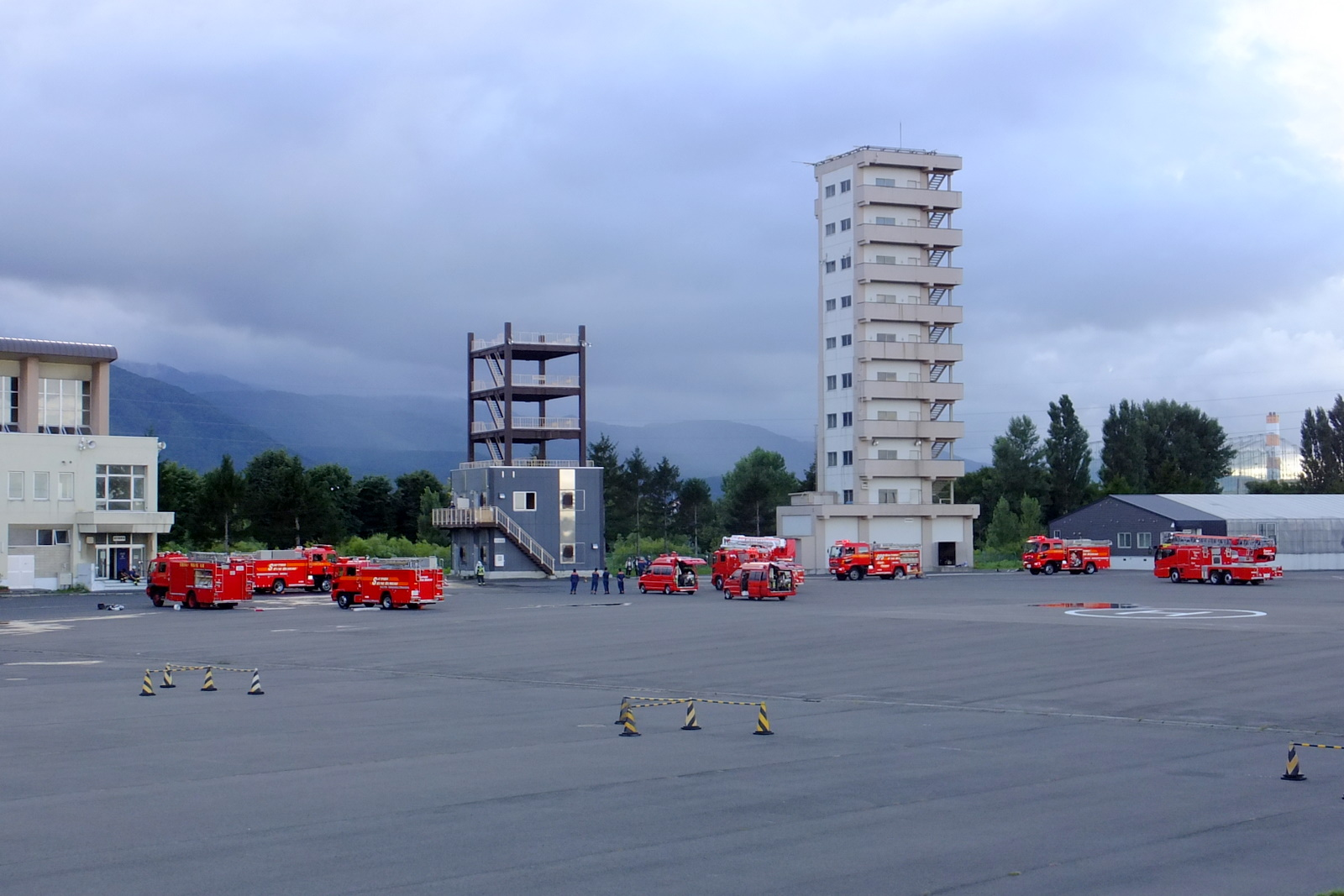
训练场

### 消防音乐队
札幌市消防音乐队前身为成立于1957年的札幌市消防本部消防喇叭队，1968年改组为消防音乐队。消防音乐队由从事灭火、救助、急救、防火等一线工作的消防职员组成，被视为市民与消防部门间“用音乐架起的桥梁”。消防音乐队每年1月举行“119新年音乐会”。

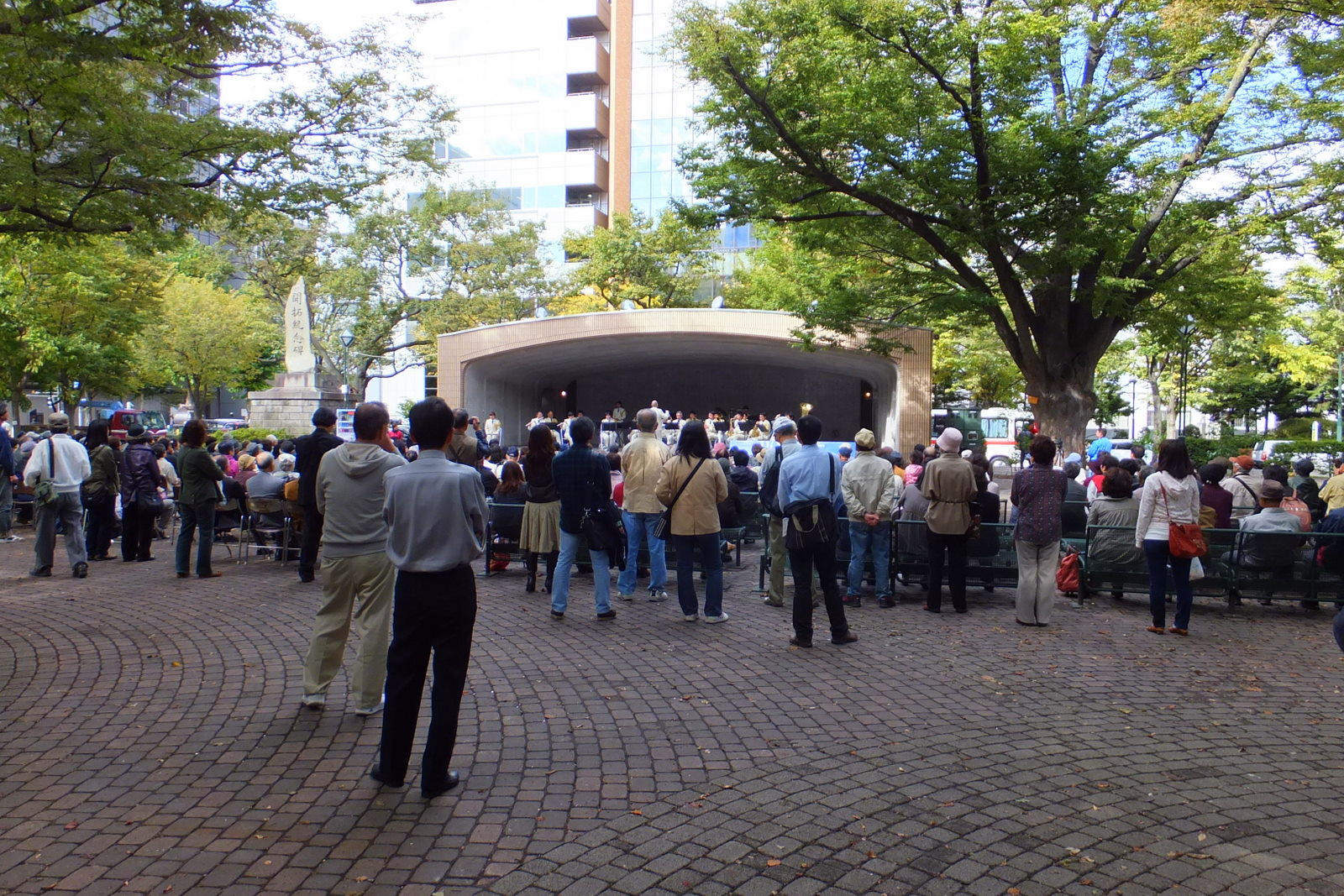
消防音乐队活动现场

### 市民防灾中心
札幌市民防灾中心设在白石消防署，具备多种灾害模拟设施，为提供市民防灾知识教育。

## 行动
2021年，札幌市消防局消防队共出动10,433次，其中火灾383次、救助1608次、危险排除8442次，平均到场时间6.3分钟；急救队出动97,852次，运送伤病员81,973人次，平均到场时间8.2分钟。
2020年，札幌市消防局消防队共出动9036次，其中火灾376次、救助1477次、危险排除7183次，平均到场时间6.2分钟；急救队出动90,783次，运送伤病员77,284人次，平均到场时间7.8分钟。